# 九州旅客鉄道
九州旅客鉄道株式会社（きゅうしゅうりょかくてつどう、英: Kyushu Railway Company） は、九州地方を中心として旅客鉄道等を運営する日本の鉄道事業者。1987年4月1日に日本国有鉄道（国鉄）から大分・熊本・鹿児島の各鉄道管理局および九州総局 が管理していた鉄道事業を引き継いで発足したJRグループの旅客鉄道会社の一つ。通称はJR九州（ジェイアールきゅうしゅう）、英語略称はJR Kyushu。コーポレートカラーは赤色。
鉄道事業のほか、旅行業や小売業、不動産業、農業などの関連事業も多角的に展開し、関西や首都圏といった九州以外の日本国内エリアや、タイなど一部日本国外にも進出している。本社は福岡県福岡市博多区。切符の地紋には「K」と記されている。東京証券取引所プライム市場・福岡証券取引所上場企業。

## 概況

### 営業概要
鉄道事業においては、九州地方に鉄道路線（九州新幹線・西九州新幹線と在来線）を有し、2025年4月1日時点で総営業キロ数 2,342.6 km、597駅（BRT駅含む）の運営を行っている。
鉄道事業においては、JR九州発足から様々な施策で営業赤字を圧縮してきた一方で、2016年3月期まで一度も営業黒字を計上したことがなかった。2015年度に実施された減損会計による減価償却費の大幅な圧縮や合理化などにより、2017年3月期の決算においてJR九州発足以来初めて鉄道事業が250.8億円の営業黒字となった。
その一方で、鉄道事業を補完するため旅行・ホテル、不動産、船舶、飲食業、農業など事業の多角化を推し進めており（「グループ会社」も参照）、その営業範囲は九州のみならず首都圏 などや日本国外にも展開している。2017年9月にはタイで不動産開発などを手掛ける現地法人「タイJR九州キャピタルマネジメント株式会社」の開設を、同年12月にはタイの首都バンコクにおける「タイJR九州ビジネスディベロップメント」設立と長期滞在用サービスアパートメント事業参入 を発表した。
訪日外国人による鉄道などの利用も重視しており、2018年7月に戦略的提携を結んだ中国のアリババグループ など外国企業とも協力関係にある。
2016年9月中間期の売上高に占める不動産や小売などの「非鉄道」部門の割合は51%と過半を超えており、民営化以降こうした事業の多角化が経営面での安定に寄与したこともあって、『旅客鉄道株式会社及び日本貨物鉄道株式会社に関する法律の一部を改正する法律』（平成27年法律第36号）が2015年6月10日に公布、2016年4月1日に施行され、JR旅客会社では東日本旅客鉄道（JR東日本）・西日本旅客鉄道（JR西日本）・東海旅客鉄道（JR東海）に次いで4番目、本州以外に鉄道路線を有する、経営が厳しいと見られているいわゆる「三島会社」では初の上場および完全民営化を果たした。なお、完全民営化前に経営支援策として設定されていた経営安定基金（3877億円、元本の利用はできない。利益配当のみ経常利益に含まれる）については、九州新幹線の施設使用料（年102億円）の一括前払い（計2205億円）および借入金の償還などに充てられている。
1987年のJR九州発足後は、福岡市博多区の博多駅前に福岡本社（登記上本店）、北九州市門司区の門司港駅隣の旧国鉄九州総局ビルに北九州本社を構えていたが、2001年に福岡本社に統合し、北九州市小倉北区の西小倉駅近隣（小倉駅からも至近）に北部九州地域本社を設置している。

### 経営環境
鉄道事業においては、九州を南北に縦貫し各都市間の輸送を主としている九州新幹線と、北九州・福岡大都市圏の都市圏輸送、在来線特急列車が主な収益源となっている。
九州では主たる都市間を結ぶ高速道路の整備が早期から進んでおり、博多駅を中心に九州の各主要都市間を結ぶJR九州の特急列車と高速バスが競合している。さらに福岡県内の福岡市と久留米市・大牟田市の間では鹿児島本線の快速・普通列車が西鉄天神大牟田線に本数・利用者数の面で大きく水を開けられている。加えて国鉄分割民営化により、福岡市と北九州市の大都市同士を結ぶ博多駅 - 小倉駅間では山陽新幹線が西日本旅客鉄道（JR西日本）の所有となったことで、JR九州の所有する鹿児島本線の同区間を走る特急列車（「きらめき」「ソニック」など）や快速・普通列車と、時間的な優位性のあるJR西日本の山陽新幹線が競争関係になった。宮崎県と福岡県の移動では所要時間が短い航空機を使う人も多く、九州内では競合交通機関に対して時間面、料金面、利便性の面などで圧倒的な優位性を発揮できる区間は限られているのが現状である。九州新幹線は山陽新幹線と直通運転を行い、九州の各都市と山陽地方や関西とを結んでいるが、ここでも高速バスや航空機と競合関係にある。
管内には新幹線・在来線特急列車や北九州・福岡大都市圏の大都市圏輸送以外にも、九州各県の県庁所在地の近郊など地方都市圏輸送を担う線区も存在するが、大都市圏輸送のように莫大な収益をもたらすものではなく、経営の一助になるには至っていない。むしろ、管内には輸送密度が低いローカル線も多く抱え、沿線の過疎化などの社会問題も相まって年々利用が減少しており、経営の負担になっている。
JR九州発足初年度の営業損益は288億円の赤字となったが、九州新幹線が部分開業した2004年度には、営業損益が黒字に転換した。2011年3月12日に全線開業した九州新幹線の営業収益は2017年3月時点でおよそ501億円となり、JR九州の鉄道事業収益（同年1464億円）の3分の1以上を占めるに至るなど、新幹線の存在が鉄道事業全体の大きな柱となっている。他方、事業の柱の一つである在来線特急列車は、高速バスへの対抗上列車増発を重ねたものの、新幹線と異なり割引切符の割引率を高いまま据え置いており、大きな収益を生んでいない。
このように厳しい経営環境から、発足当初から積極的に関連事業に乗り出し、飲食業のほか、スーパー銭湯や果てはライバルである自家用車を売る自動車販売業（ユーノス）にまで手を伸ばしたこともあった。自動車販売のように不採算のため撤退した分野も多いが、不動産など成功した分野も多く2016年中間期には前述のように「非鉄道」部門の売り上げが半分以上を占めるようになってきた。
鉄道事業の現業部門のコスト縮減・合理化の一環として以下の施策により現業部門の人員削減を進めているほか、2020年代に入るとコロナ禍による鉄道事業の大幅な減収への対策として、不要な設備の撤去や普通・快速列車のロングシート化などによる保有車両数の削減を打ち出している。
ワンマン運転の拡充
普通列車では、1988年の香椎線と三角線を皮切りに、車掌を乗務させないワンマン運転を九州各地で拡大させた。普通列車のワンマン運転は2023年3月時点で、山陽本線の下関駅 - 門司駅間、鹿児島本線の折尾駅 - 鳥栖駅間、日豊本線の重岡駅 - 延岡駅間を除く全ての区間で行われている。2004年以降は、2両以下の編成のD&S列車もワンマン運転となっている（車内改札は客室乗務員が担当する）。
特急列車においても、「ゆふいんの森」「あそぼーい!」「36ぷらす3」を除くD&S列車と、「にちりん」「ひゅうが」の一部と「きりしま」（いずれも787系電車4両編成を使用する列車） でワンマン運転を実施している。
駅の無人化等
JR九州発足以降一貫して駅の無人化を進めており、2015年には、同年春以降に同社発足以来最大規模となる100駅前後を無人化する計画が明らかになった。このうち香椎線ではANSWERと呼ばれる駅遠隔案内システムを導入した「Smart Support Station」として、香椎駅・長者原駅を除く線内の14駅が無人化された。同システムはこの他に2021年3月3日時点で筑豊本線 若松駅 - 新入駅（折尾駅を除く11駅）、大分地区の豊肥本線と日豊本線の一部の駅、指宿枕崎線の郡元駅 - 喜入駅にも導入されている。
新玉名駅を皮切りに新幹線駅では全国で初めてホームへの駅員配置を廃止した。JR九州が管理する新幹線駅では2021年3月3日時点で新鳥栖駅、熊本駅、鹿児島中央駅を除く駅の新幹線ホームが駅員無配置となっている。
今後はJR九州列車予約サービスによるインターネットを用いた割引切符の販売強化などによるみどりの窓口の削減 を予定しているという。
その他、線路のメンテナンスにロボットを導入することなども検討中であるとしている。
2016年度から3カ年の中期経営計画では「総合的な街づくり企業グループを目指す」としている。D&S列車と称する観光列車などで引き続き地域の活性化や鉄道事業の収益拡大を図りつつ、不動産などの沿線開発や事業の多角化を進め、鉄道事業と関連事業の相乗効果をもって利益を拡大する事業戦略を推進している。
2016年の株式公開においては、投資家の間でも訪日観光客の強い伸びが安定した企業成長につながるといった見方があるとされている。
九州新幹線西九州ルートのうち武雄温泉駅 - 諫早駅間が2008年4月、諫早駅 - 長崎駅間が2012年8月に着工され、2022年9月23日に武雄温泉駅 - 長崎駅間が西九州新幹線として開業した。

### 運転面

#### 広域輸送
優等列車の運行については民営化後、博多駅を中心とした体系に改められ、同駅から九州各県の主要駅に向かう新幹線・在来線特急列車が発着している。
九州新幹線は、九州内においては博多駅・熊本駅・鹿児島中央駅の各都市間の輸送を主としている。このほかにも主な新幹線停車駅で、佐賀・長崎・大分・宮崎の各県庁所在地を結ぶ在来線特急列車や高速バスと連絡している。加えて、山陽新幹線の新大阪駅と鹿児島中央駅との間で直通運転も行っている。
通常は博多駅から熊本駅までは1時間あたり上下概ね3 - 4本、鹿児島中央駅までは2 - 3本の頻度で運行されており、繁忙期などは山陽新幹線に直通する臨時列車も多数運行され、最大で1時間に6本ほど運行される時間帯もあるなど、高頻度での運行がなされている。
在来線特急列車は博多駅を中心として、小倉駅・佐賀駅・長崎駅・佐世保駅・大分駅などの間で特急列車を運行している。特に博多駅 - 小倉駅・大分駅・佐賀駅間に関しては1時間あたり上下概ね各2本以上 と高頻度での運行を行っている。このほかにも大分駅 - 宮崎駅間、宮崎駅 - 鹿児島中央駅間や、大分駅 - 熊本駅間を結ぶ特急列車も運行されている。
博多駅はかつて日本で在来線特急が最も多く発着するターミナル駅となっていた。特に九州新幹線全線開業前の博多駅 - 鳥栖駅間は3系統8種の特急列車（「リレーつばめ」「有明」「かもめ」「みどり」「ハウステンボス」「ゆふ」「ゆふDX」「ゆふいんの森」）が運転され線路容量は限界に達しており、2003年には待避専用の太宰府信号場が設置されたほどである。2011年3月12日に九州新幹線が全線開業して「リレーつばめ」が廃止、「有明」が朝晩のみの運行になったことでこの区間の線路容量にも若干余裕ができたため、1976年の長崎本線・佐世保線電化開業以来行われていた「かもめ」「みどり」の併結運転は終了した。「みどり」は「ハウステンボス」と併結運転を行っており、「かもめ」との併結運転が終了するまでは「かもめ・みどり・ハウステンボス」の3階建て列車が運行されていた。
2008年6月発売の時刻表から、管内の「エル特急」の呼称が全て「特急」に変更された。
なお、定期運行の寝台特急については1994年に「あさかぜ1・4号」「みずほ」が廃止されたのを皮切りに縮小が進み、2009年3月14日のダイヤ改正で「はやぶさ」「富士」が廃止されたことでJR九州管内から消滅した。そして2011年3月12日のダイヤ改正で「ドリームにちりん」が廃止されたことで定期運行の夜行列車自体が消滅した。
急行列車については特急格上げや廃止が進められ、2004年に「くまがわ」が特急に格上げされたことで消滅した。

#### 地域輸送
JR九州の発足後、都市圏輸送の強化のため普通列車の増発が進められ、長距離を運行する普通列車の系統を分離、JR他社線への直通運転を廃止するなど、運転区間の細分化、需要に合わせた短編成化も並行して行われた。また福岡都市圏を中心に、快速列車の新規設定や増発・停車駅追加などを実施した。しかし株式上場を果たした2010年代以降、福岡都市圏の鹿児島本線では減便や快速区間の短縮、鳥栖駅での系統分離と鳥栖駅以南のワンマン化が進められた（福北ゆたか線や日豊本線でも減便を実施）。
博多 - 小倉間では朝や夜間の一部を除く大半の列車で特急の待避停車があり、博多 - 小倉間を日中の区間快速は1時間20分程度を要することとなり、最速55分で結んでいた国鉄時代と比較しても同区間の所要時間は大きく延びている。振り子式車両の883系や885系を投入して大幅に速度向上した特急列車との格差は拡大している。

#### D&S列車（観光列車）
JR九州では、管内各地のローカル線で「D&S（デザイン&ストーリー）列車」と称する観光列車を多数運行している。「D&S」とは、これらの列車にはそれぞれ特別なデザインと運行する地域に基づくストーリーがあり、「デザインと物語のある列車」であることに由来する。
2024年4月26日時点において、JR九州管内で以下の11種類のD&S列車が運行されている。
| 列車名             | 運転開始                                     |
| ------------------ | -------------------------------------------- |
| ゆふいんの森       | 1989年3月11日                                |
| 九州横断特急       | 2004年3月13日                                |
| 海幸山幸           | 2009年10月10日                               |
| 指宿のたまて箱     | 2011年3月12日（実際の運転開始は同年3月13日） |
| あそぼーい!        | 2011年6月4日                                 |
| A列車で行こう      | 2011年10月8日                                |
| 或る列車           | 2015年8月8日                                 |
| かわせみ やませみ  | 2017年3月4日                                 |
| 36ぷらす3          | 2020年10月16日                               |
| ふたつ星4047       | 2022年9月23日                                |
| かんぱち・いちろく | 2024年4月26日                                |

1989年に同社初の観光列車として特急「ゆふいんの森」が運行を開始し、2004年には九州新幹線が一部開業することを契機に、鹿児島県・宮崎県を中心として多数の観光列車が運行を開始した。その後、九州新幹線が全線開業、沿線である熊本・鹿児島両県でさらなる観光列車の投入が行われた。
D&S列車はそのほとんどが従来から使用されていた車両をリニューアルした車両で運行されており、中には普通列車用の車両を改造し、観光特急と称して運行している列車もある。また、そのほとんどが水戸岡鋭治によるデザイン・設計であるが、2024年より運行を開始した後述の「かんぱち・いちろく」のデザインは鹿児島に本社を置く株式会社 IFOOが担当した。
各D&S列車の特徴としては、内外装やサービスに乗客を楽しませる仕掛けが施されてあり、車内にアルコール飲料を提供するバーを備えた特急「A列車で行こう」や、沿線の浦島太郎伝説にちなみ、ドアが開くとドア上部から玉手箱の煙に見立てた白いミストが噴出する特急「指宿のたまて箱」、中には、列車の運行中に客室乗務員が沿線の日本神話をモチーフにした手作りの紙芝居を披露するサービスが行われている特急「海幸山幸」といった列車も運行されている。
2019年11月21日に12番目のD&S列車として、787系を改造した初の電車ベースの専用車両で九州内を毎週5日かけて周遊して運転する「36ぷらす3」が発表され、2020年10月16日から運転を開始した。D&S列車として初めての他社線乗り入れ（肥薩おれんじ鉄道線内を通過）を実施している。

##### 運転を終了したD&S列車
| 列車名               | 運転開始      | 運転終了      |
| -------------------- | ------------- | ------------- |
| いさぶろう・しんぺい | 1996年3月16日 | 2020年7月3日  |
| はやとの風           | 2004年3月13日 | 2022年3月21日 |
| SL人吉               | 2009年4月25日 | 2024年3月24日 |

2004年に運行を開始した「はやとの風」は、2022年3月に運転終了、車両は「いさぶろう・しんぺい」用予備車とともに「ふたつ星4047」に改造され、同年9月23日より運行を開始した。
肥薩線で1996年3月16日（専用車両は2004年3月13日）から運行されていた「いさぶろう・しんぺい」は2020年7月に同線が水害で不通となった後、車両がツアー列車などで運行されていたが、2023年10月4日で運行を終了した。車両はキハ125形1両とともに「かんぱち・いちろく」に改造され、2024年4月26日から運行を開始した。
2009年4月25日から肥薩線で運行していた「SL人吉」は2020年7月に同線が水害で不通となった後、鹿児島本線熊本駅 - 鳥栖駅間で運行していたが、機関車の老朽化、部品調達や技術者の確保が難しいことを理由に2024年3月24日で運行を終了した。

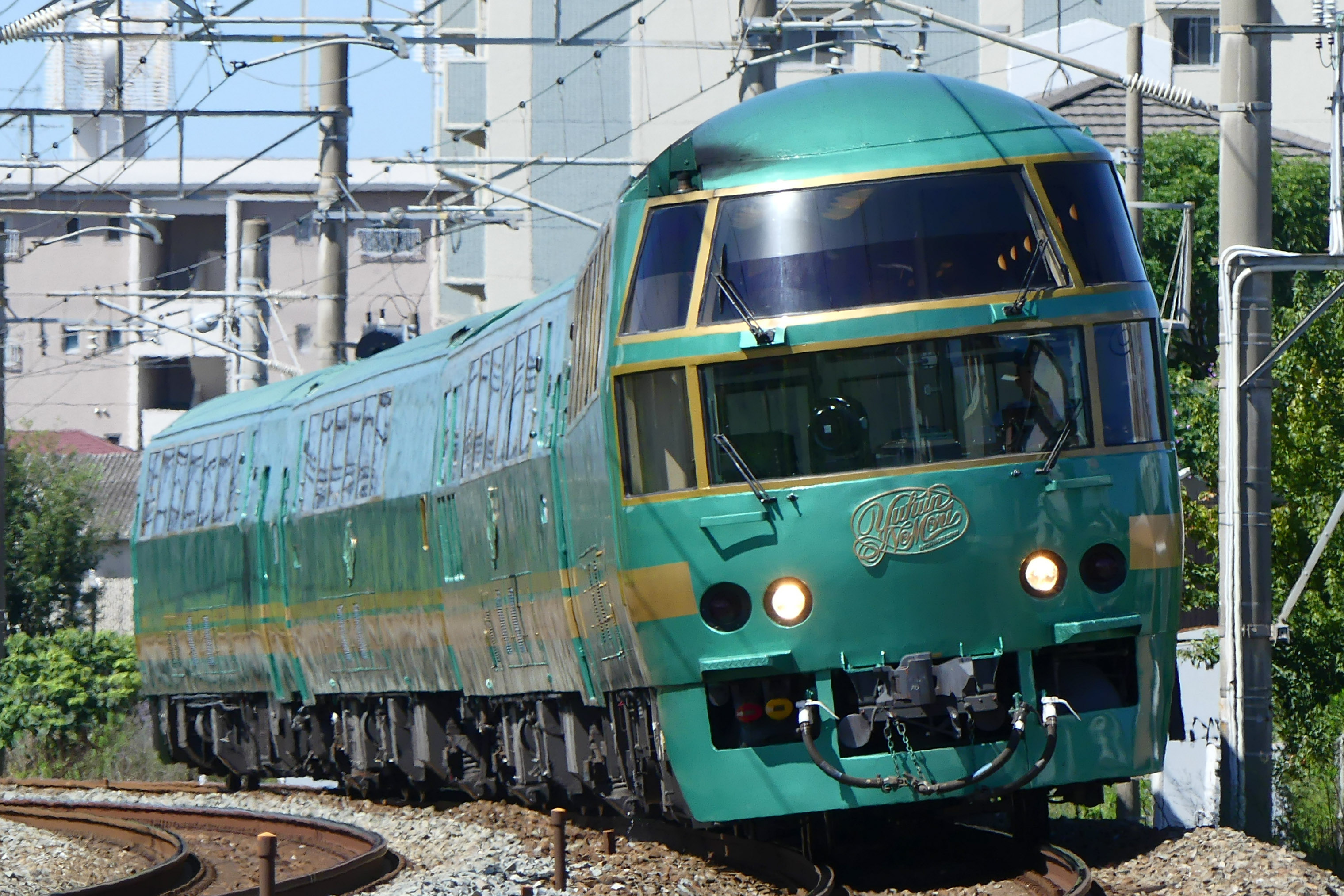
同社の観光列車の先駆けとなった特急「ゆふいんの森」

#### 豪華寝台列車
2013年10月15日から、寝台列車「ななつ星 in 九州」を運行している。ななつ星in九州は、1室の料金が1人最大55万円ともなる超豪華寝台列車で、数日にわたって九州を周遊する。日本初となる観光に特化した寝台列車（クルーズトレイン）であり、主に国内やアジアの富裕層をターゲットにする。

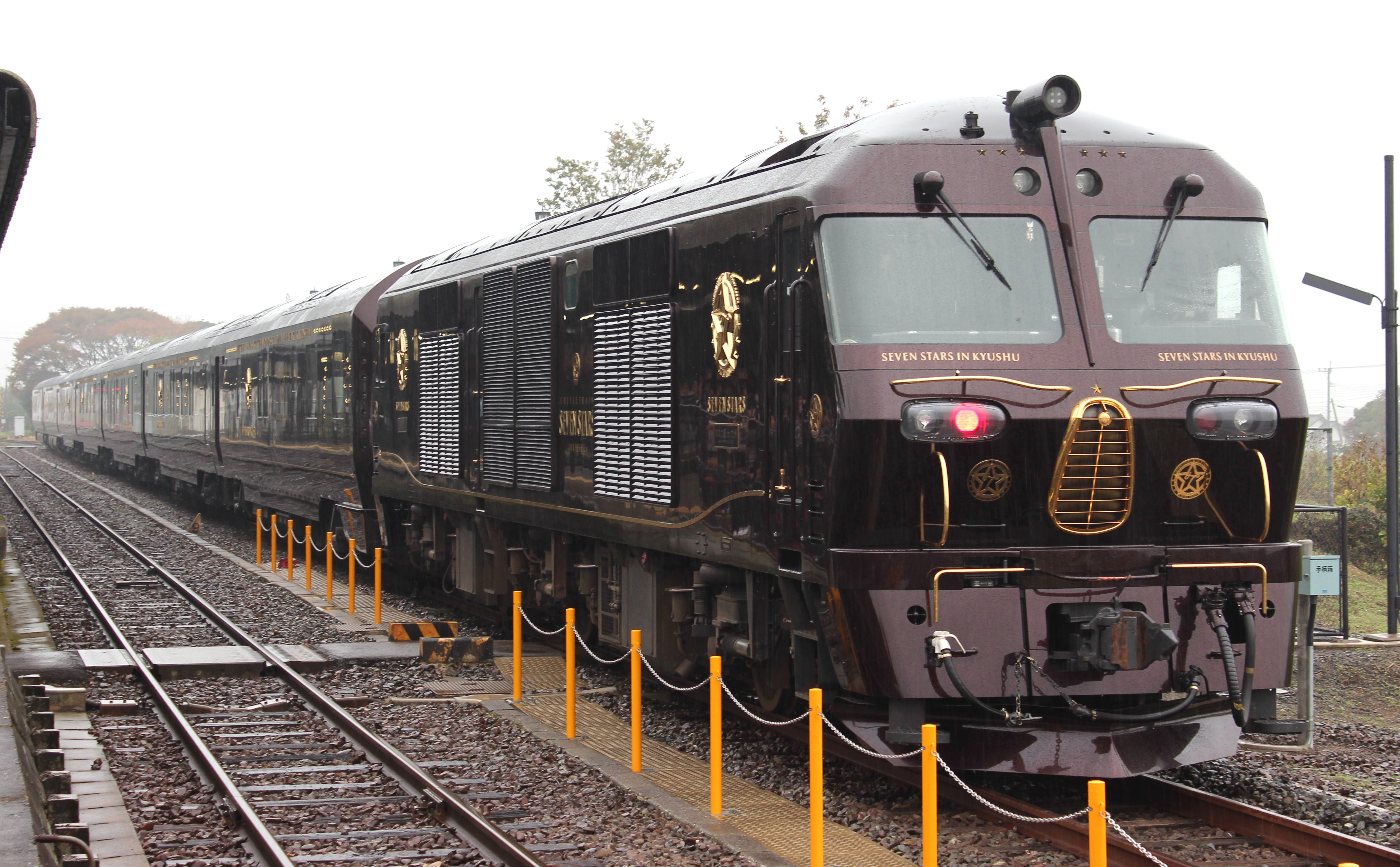
日本初のクルーズトレイン「ななつ星 in 九州」

### 運賃・料金面
近年はJR九州列車予約サービスによるインターネットでの割引切符の予約・販売も推進しており、「九州ネットきっぷ」、早期予約で同きっぷ以上の割引価格で片道から購入できる「九州ネット早得」といった専用切符が設定されている。JR九州のインターネット予約サービスはJR西日本の同サービス「e5489」とも連携しており、山陽新幹線方面のインターネット専用切符「eきっぷ」「スーパー早得きっぷ」も購入できる。新幹線の延伸やネット予約の拡充に伴い、特別企画乗車券「2枚きっぷ・4枚きっぷ」は大幅に設定区間を縮小した。
2000年代にはJR九州の競争区間（主に九州内の高速バス）の旅客に対する割引きっぷの値下げ戦略を進めていたが、現在では九州新幹線と在来線特急列車で割引率に大きな格差があり、「九州ネットきっぷ」在来線特急列車が普通運賃とほぼ同額で特急列車に乗れる区間がある一方、九州新幹線では正規料金普通車自由席と同額の値引きに抑えられている（「券売機だけ買える！九州新幹線2枚きっぷ」に至っては割引きっぷに分類されている が、無割引である）。
快速・普通列車用の割引回数券としては、特急列車の設定のない一部の区間（長崎駅 - 佐世保駅間、唐津駅 - 福岡市地下鉄空港線博多駅間）で、普通列車用の「2枚きっぷ」を発売している。
若者向けの割引商品として、1996年に16歳から29歳までの人が入会可能な会員制割引サービス「ナイスゴーイングカード」を開始し、2011年まで新規入会受付を継続した。かつては2012年からは16歳から24歳までの人が購入可能で2枚きっぷ・4枚きっぷより割引率の高い割引きっぷ「ガチきっぷ」を長期休暇期間に発売していた。
全線フリーの企画乗車券については以前「九州グリーン豪遊券」（2003年まで）・「九州レディースパス」（2002年まで）の発売が終了してから数年間存在しなかったが、2007年に入り特急列車・九州新幹線が利用可能な「九州特急フリーきっぷ」が発売開始され、以後使用期間を限定し、商品名を変更して発売されている。同年にはJR九州の普通列車と九州内の私鉄路線に乗車できる「旅名人の九州満喫きっぷ」が発売された。

### 禁煙化
車両の禁煙化については、民営化直後の1988年には喫煙車を設定して普通・快速列車の分煙化を行い、さらに1995年には普通・快速列車は全面禁煙とした。一方、特急列車でも年々禁煙車は増加しており、2003年からは特急列車の喫煙車は編成最後部（下り列車基準）の1両のみとし、指定席・自由席を1両に集約していた。1999年に投入された「有明」用の787系では、喫煙ルームを設けることで客室内を禁煙とした。
その後、2007年3月18日のダイヤ改正で、JR北海道・JR東日本と共に管内特急の喫煙コーナーの廃止を含む大幅な禁煙化が行われた。この改正により管内特急の大半が全面禁煙となり、「にちりん」「ひゅうが」「きりしま」に喫煙車が、「ゆふ」「ゆふDX」「ゆふいんの森」「九州横断特急」「くまがわ」に喫煙ルーム（客席内は禁煙）が残るのみとなった。2009年3月14日のダイヤ改正でこれら特急の喫煙車および喫煙ルームが廃止となり、当時残っていた寝台特急を除いて全特急が完全禁煙となった。
なお、九州新幹線に関しては、部分開業した2004年に運行を開始した「つばめ」に充当された800系に関しては、当初から全面禁煙であった。全線開業に伴い運行を開始したN700系では客室内は全室禁煙で、3・7号車に喫煙ルームが設置され、JR九州管内を運行する列車では2年ぶりに喫煙可能の列車が登場した。
2017年1月時点でJR九州管内を運行する列車において、車内での喫煙が可能な列車はN700系で運行される九州新幹線列車の喫煙ルームのみで、それ以外の列車は新幹線・在来線とも全面禁煙となっている。
2012年4月1日からは福岡・北九州都市圏の一部エリアの在来線駅においてホーム上の喫煙コーナーを廃止し、全面禁煙となった。ただし、博多駅・小倉駅の喫煙ルームは存続している。

## 事業所
| 名称                 | 所在地                                                                   |
| -------------------- | ------------------------------------------------------------------------ |
| 本社                 | 福岡県福岡市博多区博多駅前三丁目25番21号（博多駅前ビジネスセンタービル） |
| 北部九州地域本社     | 福岡県北九州市小倉北区室町三丁目2番57号                                  |
| 長崎支社             | 長崎県長崎市尾上町8番6号                                                 |
| 大分支社             | 大分県大分市要町1番1号（大分駅構内）                                     |
| 熊本支社             | 熊本県熊本市西区春日三丁目15番1号（熊本駅構内）                          |
| 鹿児島支社           | 鹿児島県鹿児島市武一丁目2番1号                                           |
| 宮崎支社             | 宮崎県宮崎市東大淀2丁目60番地（南宮崎駅構内）                            |
| 東京支社             | 東京都千代田区永田町二丁目12番4号（赤坂山王センタービル9階）             |
| 小倉総合車両センター | 福岡県北九州市小倉北区金田三丁目1番1号                                   |
| 社員研修センター     | 福岡県北九州市門司区新原町8番1号                                         |

- 新幹線部は本社鉄道事業本部内部組織である。
- 沖縄支店については2017年3月31日をもって閉店した。
- JR九州病院は2020年4月1日をもって医療法人若葉会に事業譲渡[49]。
- 佐賀県には支社・支店が設置されていないが、本社鉄道事業本部直轄の佐賀鉄道事業部[50] が設置されている。宮崎県にも2022年までは支社・支店が設置されておらず、鹿児島支社の宮崎総合鉄道事業部[51] が設置されていたが、2022年に宮崎支社に改組された[52]。
- 中国上海市の上海事務所については2021年3月末をもって閉鎖した[53]。

## 本社組織
2025年4月1日現在
- 総合企画本部
  - 経営企画部
  - 地域戦略部
  - 新幹線計画部
  - デジタル変革推進部
  - 未来市場戦略部
- 監査部
- 広報部
- 鉄道事業本部
  - 安全創造部
  - お客様満足推進部
  - 事業統括部
  - クルーズトレイン本部
  - 新幹線部
    - 企画課
    - 運輸課
    - 工務課

  - 営業部
    - 企画課
    - 営業課
    - 販売課
    - 旅行課
    - 総合販売センター

  - 運輸部
    - 企画課
    - 輸送課
    - 乗務員課
    - 車両課

  - 工務部
    - 企画課
    - 保線課
    - 工事課
    - 設備課
    - 電力課
    - 信号通信課
    - システム課

  - 運行管理部
  - 建設工事部
    - 企画課
    - 施設課
    - 電気課
    - 博多駅工事事務所

  - 佐賀鉄道事業部
  - 筑豊篠栗鉄道事業部
- 事業開発本部
  - 企画部
    - 企画課

  - 開発部
    - 企画開発課
    - まち創造課
    - 博多まちづくり課
    - 商業開発課
    - ビル都市開発課
    - 物流開発課

  - ホテル事業部
  - 開発工事部
  - 住宅開発部
    - 分譲事業課
    - 賃貸シニア事業課
    - 開発計画課
    - 設計工事課

  - 保険事業部
  - デジタル事業創造部
- 総務部
  - 総務課
  - 危機管理室
  - 法務室
  - 人権推進室
- 人事部
  - 人事課
  - 勤労課
  - 社員研修センター
- 財務部
  - 財務課
  - 資金課

## 歴史
- 1987年（昭和62年）4月1日：国鉄が分割民営化され、九州旅客鉄道発足[2]。社長に石井幸孝が就任。
- 1988年（昭和63年）
  - 2月1日：山野線廃止。
  - 3月13日：ダイヤ改正
    - 特急「有明」に「ハイパーサルーン」783系電車を投入[2]（JRグループ初の新形式特急車両）。
    - 普通・快速列車分煙化。福岡・北九州地区の電車は指定車両、それ以外の地区の列車は進行方向先頭車両を喫煙車とする。

  - 4月1日：松浦線廃止（松浦鉄道に転換）。
  - 5月12日：沖縄事務所開設。
  - 8月28日：豊肥本線で蒸気機関車58654（8620形）牽引による「SLあそBOY」運転開始[2]。
  - 9月1日：上山田線廃止。
- 1989年（平成元年）
  - 3月11日：特急「ゆふいんの森」運転開始[2]。
  - 4月28日：高千穂線廃止（高千穂鉄道に転換）[55]。
  - 4月29日：世界初の電車と気動車による動力協調運転開始（「有明11号」「オランダ村特急」。1992年まで続いた）[55]。
  - 10月1日：伊田線・糸田線・田川線廃止（3線区とも平成筑豊鉄道に転換）。及び湯前線廃止（くま川鉄道に転換）[55]。
  - 12月23日：宮田線廃止[55]。
- 1990年（平成2年）
  - 3月12日：博多と小倉に電話予約センターを開設。
  - 5月2日：高速船「ビートル」が博多港 - 平戸 - 長崎オランダ村間で運航開始[56]。
  - 6月5日：一般旅行業取扱開始[56]。
  - 7月2日：集中豪雨により、豊肥本線宮地駅 - 緒方駅間が不通になる[56]（1991年10月19日に全線復旧）。
  - 9月1日：長崎・熊本・大分・鹿児島の4支店を支社に改組[57]。
- 1991年（平成3年）
  - 3月1日：電話予約サービスを九州全域に拡大。
  - 3月25日：博多 - 釜山（韓国）間に高速船「ビートルII」運航開始[2]。
  - 6月1日：唐津鉄道事業部発足[2]。
- 1992年（平成4年）
  - 3月25日：大村線早岐駅 - ハウステンボス駅間電化。特急「ハウステンボス」運転開始[2]。高速船「ビートル」の航路を博多港 - 平戸 - ハウステンボス間に変更。
  - 6月1日：人吉鉄道事業部・霧島高原鉄道事業部開設[2]。
  - 7月15日：鹿児島本線に783・787系電車で特急「つばめ」運転開始[2]。
- 1994年（平成6年）
  - 3月31日：博多港 - 平戸 - ハウステンボス間の高速船「ビートル」休航。
  - 6月1日：日南鉄道事業部発足[58]。
  - 12月3日：寝台特急「みずほ」が廃止[58]。
- 1995年（平成7年）
  - 4月20日：883系電車で特急「ソニックにちりん」運転開始[2]。
  - 9月1日：普通・快速列車を全面禁煙化。
- 1996年（平成8年）
  - 1月10日：JR九州を含む三島会社が運賃を改定[59][60]。JRグループの日本全国同一運賃体系が崩れ、運賃格差が発生。
  - 2月1日：外食・物販部門をジェイアール九州フードサービス、ジェイアール九州リーテイルに分社。
  - 4月20日：「ナイスゴーイングカード」会員募集開始。
  - 6月1日：大分鉄道事業部（旧）・宮崎総合鉄道事業部[51]・筑豊篠栗鉄道事業部開設。大分支社の管轄区域の一部（日豊本線市棚駅 - 佐土原駅）を鹿児島支社に移管。
  - 7月18日：宮崎空港線が開業[2]。
  - 10月14日：公式サイトを開設[61]。
  - 11月1日：指定席の繁忙期料金を廃止[62]（JRグループでは初めて）。
- 1997年（平成9年）6月下旬：定時株主総会後の取締役会で社長に田中浩二、会長に石井幸孝が就任。
- 1999年（平成11年）
  - 10月1日：豊肥本線熊本駅 - 肥後大津駅間が電化[2]。
  - 10月17日：南福岡駅にJR九州で初めての自動改札機設置[2]。
  - 12月1日：長崎・熊本・大分（現）・佐世保・久留米・日田彦山・阿蘇・日南・指宿の各鉄道事業部を開設。大分鉄道事業部（旧）を豊肥久大鉄道事業部に改称。
- 2000年（平成12年）
  - 3月6日：福岡本社移転[2]。
  - 3月11日：特急「かもめ」で885系電車運転開始[2]。
  - 2月26日：JACROSの開発工事終了、順次供用開始。
- 2001年（平成13年）
  - 4月1日
    - 福岡本社に北九州本社を統合[20]。北部九州地域本社を新設する[20]。
    - 福岡市交通局との共通カード乗車券「ワイワイカード」を導入[63]。

  - 6月1日：佐賀鉄道部開設[64]。
  - 6月22日：改正JR会社法が施行（成立は2001年6月15日）。本州3社が本法の適用から除外されたものの、指針によりJR九州を含む三島会社とJR貨物との協力関係の維持を規定。
  - 7月1日：自動車事業部を全てジェイアール九州バスに分社。
  - 9月27日：特急回数券「2枚きっぷ・4枚きっぷ」を発売開始[64]。イメージキャラクターにPUFFYを起用。
  - 10月6日：筑豊本線黒崎駅・折尾駅 - 桂川駅間と篠栗線が電化[64]。これに合わせ福北ゆたか線と愛称をつける[64]。
- 2002年（平成14年）
  - 2月22日：鹿児島線列車追突事故が発生。
  - 6月21日：社長に石原進、会長に田中浩二が就任。石井幸孝は相談役に就任するが福岡市長選に立候補するため、その後に退社（結果的には立候補しなかった）。
- 2003年（平成15年）
  - 4月1日：「JR九州インターネット列車予約サービス」開始。
  - 7月18日：長崎本線特急列車脱線転覆事故が発生。
  - 12月1日：新幹線鉄道事業部開設[65]。
- 2004年（平成16年）
  - 3月13日
    - 九州新幹線の一部（新八代駅 - 鹿児島中央駅間）開業[66]。これに伴い、並行する鹿児島本線の一部（八代駅 - 川内駅間）を経営分離し、肥薩おれんじ鉄道に移管[65]。特急「つばめ」を廃止し、「リレーつばめ」運転開始[65]。
    - 特急「はやとの風」運転開始[65]。
    - 急行「くまがわ」が特急「九州横断特急」「くまがわ」に格上げされ、廃止。これにより、JR四国に続いて管内から定期急行列車が消滅。
    - 特急「九州横断特急」「くまがわ」でワンマン運転開始[67]。

  - 6月1日：日南鉄道事業部と人吉鉄道事業部を廃止[68]。
- 2005年（平成17年）
  - 3月1日：寝台特急「さくら」が廃止[68]。
  - 8月28日：「SLあそBOY」がこの日限りで運転終了。
  - 10月1日
    - 寝台特急「彗星」が廃止。
    - 船舶事業部を分社化し、JR九州高速船が発足。
- 2006年（平成18年）
  - 7月22日：豊肥本線で観光列車「あそ1962」運転開始。
  - 9月17日：日豊本線特急脱線転覆事故が発生。
- 2007年（平成19年）
  - 3月18日：管内列車の大幅な禁煙化を実施。
- 2008年（平成20年）
  - 3月15日：寝台特急「なは」「あかつき」廃止。
  - 4月1日
    - 管内主要駅に設置している旅行業店舗名をこれまでの「ジョイロード」から「JR九州旅行」に変更。
    - 豊肥久大、阿蘇、霧島高原、指宿の4鉄道事業部廃止。

  - 6月：管内を走る「エル特急」の呼称を「特急」に統一。これにより「エル特急」の呼称がなくなる。田中浩二が相談役に就任。
- 2009年（平成21年）
  - 3月1日：福岡・北九州都市圏にICカード乗車券SUGOCAを導入。
  - 3月14日
    - 寝台特急「はやぶさ」「富士」廃止。これにより九州内を発着地とする本州直通の寝台特急列車が消滅。
    - 管内の全ての新幹線および在来線特急を全列車全車両禁煙とする（喫煙車両や喫煙ルームの全面廃止）。

  - 4月1日：日田彦山鉄道事業部廃止[57]。
  - 4月25日：熊本駅 - 人吉駅間で「SL人吉」を運転開始。「SLあそBOY」の蒸気機関車58654をオーバーホールして投入。
  - 6月23日：社長に唐池恒二、会長に石原進が就任。
  - 10月10日：日南線で高千穂鉄道から購入・改造した車両を使用した観光特急「海幸山幸」を運転開始[69]。
  - 10月31日：この日限りで九州管内の在来線特急から車内公衆電話サービスを全廃。
- 2010年（平成22年）
  - 3月13日：SUGOCAとnimoca・はやかけん・Suicaの相互乗車および電子マネー相互利用開始。
  - 4月1日：北部九州地域本社のうち、現業機関を再度、鉄道事業本部直轄とする[57]。
- 2011年（平成23年）
  - 3月3日：博多駅新駅ビル「JR博多シティ」開業[70]。
  - 3月5日：SUGOCAとJR西日本のICOCA、およびJR東海のTOICAとの相互乗車および電子マネー相互利用を開始[71]。九州新幹線開業へ向け、JR西日本と連携し「JR九州インターネット列車予約サービス」の機能を拡大・強化。
  - 3月12日[72]
    - 九州新幹線（博多駅 - 新八代駅間）延伸開業[66]。同時に山陽新幹線と相互直通運転実施[73]。
    - 管内における、485系電車の定期運用が消滅。
    - 「ドリームにちりん」の廃止により管内の夜行列車が消滅。

  - 3月13日：観光特急「指宿のたまて箱」運転開始[注釈 12]。
  - 6月4日：観光特急「あそぼーい!」運転開始。
  - 10月8日：観光特急「A列車で行こう」運転開始。
  - 10月14日：ブルネル賞の中でも最も優れた企業・団体に特別に贈られるJury Prize（審査員賞）を日本の企業として初めて受賞[74]。
  - 時期不明：新幹線鉄道事業部を廃止し、鉄道事業本部新幹線部に改組
- 2012年（平成24年）12月1日：SUGOCA利用可能エリアが、熊本・大分の両県（現行の福岡・佐賀エリアの拡大分）、ならびに長崎・鹿児島の両県（それぞれが独立エリア）に拡大[75][注釈 13]。
- 2013年（平成25年）
  - 3月23日：交通系ICカード全国相互利用が開始され、SUGOCAがPASMOなどとも相互利用可能に。
  - 10月15日：九州を一周する豪華寝台列車「ななつ星 in 九州」の運行開始[77]。
  - 時期不明：佐世保鉄道事業部を廃止。
- 2014年（平成26年）
  - 6月21日：指宿枕崎線特急「指宿のたまて箱」脱線事故が発生。
  - 6月27日：社長に青柳俊彦、会長に唐池恒二が就任。
  - 9月30日：特急「にちりん」「にちりんシーガイア」「きりしま」における車内販売を終了。
- 2015年（平成27年）
  - 3月14日：特急「かもめ」「ソニック」における車内販売を終了。これにより、九州新幹線の列車と「D&S列車」以外での車内販売の営業が事実上終了となった[注釈 14]。
  - 3月27日：旅行部門でJTBとアライアンス関係を構築[78]。
  - 5月22日：長崎本線肥前竜王駅にて特急「かもめ」20号が停車している線路に同19号が進入、93m手前で非常停止するインシデントが発生[79]。
  - 8月4日：「或る列車」運転開始。
  - 11月14日：SUGOCA利用可能エリアが宮崎県（独立エリア）に拡大。
- 2016年（平成28年）
  - 1月27日：大分県日田市の第三セクター「おおやま夢工房」を買収、子会社化[80]。
  - 3月26日：特急「くまがわ」と「川内エクスプレス」を廃止。
  - 4月1日：旅客鉄道株式会社及び日本貨物鉄道株式会社に関する法律の一部を改正する法律（改正JR会社法、2015年（平成27年）6月3日成立、同年6月10日公布）が施行されたためJR会社法の適用対象から除外され、純粋民間会社（非特殊会社）化。
  - 4月14日：平成28年熊本地震の前震が発生。九州新幹線が脱線するなどの被害が出る[81]。
  - 4月16日：14日の地震の本震が発生。豊肥本線で脱線や大規模な土砂崩れが発生するなど被害が拡大する[82]。
  - 10月19日：筑豊本線若松駅 - 折尾駅間（若松線）で架線式蓄電池電車BEC819系「DENCHA」が営業運転開始[83]。
  - 10月25日：東京証券取引所に上場[84]。
  - 10月26日：福岡証券取引所に上場[84]。
  - 12月22日：一般向けリアルタイム列車位置情報システム「どれどれ」提供開始[85]。
- 2017年（平成29年）
  - 3月4日：観光特急「かわせみ やませみ」運転開始[86]。一部の特急「にちりん」「ひゅうが」で、ワンマン運転を実施[87]。
  - 3月31日：沖縄支店閉鎖
  - 5月16日：インターネット予約システムのコンビニエンスストア支払い等が開始。
  - 7月5日：九州北部地方での豪雨災害により、久大本線の花月川橋梁流出など、久大本線・日田彦山線において大規模な線路被害を受ける[88]。
  - 7月7日：インターネット列車予約向け「eレールポイント」、JQ CARD利用者向け「JQポイント」、SUGOCA利用者向け「SUGOCAポイント」 の各ポイントサービスを統合し、名称を「JRキューポ」に変更[89][90]。
  - 7月31日：路線別利用状況を初公表[91]。昭和62年度および平成28年度の平均通過人員（人/日）、平成28年度の旅客運輸収入（百万円/年）を公表したほか、駅別乗車人数を大幅に拡張して公表した[92]。
  - 9月17日：台風18号により、日豊本線・豊肥本線で土砂崩れ等による大規模な線路被害を受ける[93]。
  - 9月18日：筑豊本線直方駅構内の直方車両センターで入換中の車両が車止めに衝突、脱線して上り本線を支障。その後、営業列車が列車防護取り扱い前に支障した区間を走行した重大インシデントが発生[94]。
  - 10月2日：キャタピラー九州の株式分割により、分割された（新生）キャタピラー九州の全株式を取得して子会社化[95]。
  - 11月21日：在来線で初となるホームドアを筑肥線・九大学研都市駅に設置[96]。
- 2018年（平成30年）
  - 3月17日：ダイヤ改正により、会社発足以来で最大規模となる1日当たり117本の運行削減[97]。
  - 7月1日：子会社を整理合併し、JR九州エンジニアリングおよびJR九州サービスサポート設立。
  - 9月30日：北部九州エリアの在来線157駅に駅ナンバリングを順次導入[98]。
- 2019年（平成31年・令和元年）
  - 1月31日：短文投稿サイト「Twitter」で列車運行情報の配信を開始[99]。
  - 2月1日：九大学研都市駅で実験運用していた軽量ホームドアを本格運用開始。2020年度を目処に筑肥線下山門駅 - 筑前前原駅間で導入[100]。
  - 3月15日：九州新幹線（博多駅 - 鹿児島中央駅間）の一部列車で行っていた車内販売を終了[101]。
  - 4月1日：駅ビル事業・ホテル事業の子会社を整理し、グループ初の中間持株会社としてJR九州駅ビルホールディングス、JR九州ホテルズアンドリゾーツホールディングスを設立。
  - 10月1日：子会社のJR九州フィナンシャルマネジメントを会社分割して、リース・割賦事業以外の事業を同年7月18日設立のJR九州ビジネスパートナーズに継承させた上で、JR九州フィナンシャルマネジメントの株式を九州フィナンシャルグループ傘下の肥後銀行へ譲渡[102]。JR九州フィナンシャルマネジメントはJR九州FGリースに社名変更[102]。
  - 10月以降：北部九州のみで行われていたラインカラーを全路線に導入。
  - 11月28日：西日本鉄道とトヨタ自動車が共同で実証実験を行っていたMaaSシステム「my route」の本格運用開始と同時に参画[103]。
  - 12月16日：佐賀県で水産品加工業・サービス業を経営する萬坊を第三者割当増資引受により子会社化[104]。
  - 12月28日：香椎線 西戸崎駅 - 香椎駅間での自動運転列車の試験走行を報道各社に初公開[105]。
- 2020年（令和2年）
  - 3月8日・14日：新型コロナウイルス感染症対策として、305系・BEC819系・YC1系の「スマートドア」（半自動ドア）の運用を中止[106]。
  - 3月14日：大村線でディーゼルエレクトリック式ハイブリッド車 YC1系が営業運転開始[107]。
  - 3月16日・3月20日 - 6月28日：新型コロナウイルス感染症による利用客減少に伴い、九州新幹線・在来線特急列車・快速列車・普通列車の運休・運転区間変更を実施[108]。
  - 4月1日
    - JR九州病院を医療法人若葉会に事業譲渡し[49]、「若葉会 九州鉄道記念病院」に改称。
    - JR九州レンタカー&パーキングの駅レンタカー事業を株式会社イデックスオート・ジャパン（バジェット・レンタカー）に業務委託[109]。
    - JR九州が管轄する駅の全面禁煙化を実施（熊本駅新幹線ホームと鹿児島中央駅の新幹線改札内の喫煙ルームを除く）[110]。

  - 5月2日 - 5月6日：前述の新型コロナウイルス感染症対策として、在来線特急を全て運休[111][112]。
  - 5月28日：九州旅客鉄道が所有していたJR九州ドラッグイレブンの株式の一部（総発行数の51%）をツルハホールディングスに譲渡しツルハホールディングスの連結子会社となる[113]。九州旅客鉄道から見て持分法適用関連会社となる。
  - 8月8日：熊本地震で被災した豊肥本線が復旧。特急「あそ」が名称復活[114]。
  - 10月14日：LINE Fukuokaを発起人に、当社を含む9社（西日本鉄道、嘉穂無線ホールディングス、西部ガス、西日本シティ銀行、福岡銀行、福岡国際空港、福岡地所）とオブザーバーの福岡市で「Fukuoka Smart City Community」を発足[115]。
  - 10月16日：観光特急「36ぷらす3」運転開始[38]。
- 2021年（令和3年）
  - 3月13日：ダイヤ改正。このダイヤ改正から冊子型の『ポケット時刻表』の作製を廃止[116]。
  - 3月31日：JR九州ホテルズアンドリゾーツホールディングスが事業終了・清算[117]。
  - 4月1日：
    - JR九州アセットマネジメント株式会社を設立
    - 唐津鉄道事業部と佐賀鉄道部を統合し佐賀鉄道事業部を設置[50]。

  - 4月5日：九州の中小企業などに投資する50億円規模のファンド「JR九州企業投資」をJWグループと共同で設立することを発表[118]。
  - 8月10日：綱屋の事業譲受を受けるために、子会社「ヌルボン」を設立[119]。
  - 10月1日：綱屋の「焼肉ヌルボン」を始めとする飲食店事業および、ロイヤルフーズの精肉・ 食材卸販売事業の事業譲受を完了し、ヌルボンの事業運営を開始[119]。
  - 12月7日：JR九州プライベートリート投資法人を設立。
- 2022年（令和4年）
  - 3月21日：特急「はやとの風」運転終了。
  - 3月31日：長崎、熊本、大分、鹿児島の各鉄道事業部、宮崎総合鉄道事業部、吉松運輸センターを廃止。
  - 4月1日
    - 社長に古宮洋二、会長に青柳俊彦が就任。
    - 宮崎支社を開設[52][120]。長崎、熊本、大分、鹿児島の各支社の組織を再編[120]。
    - 特急料金改定。繁忙期料金の復活、博多駅 - 門司港駅・行橋駅間の特急券の車内販売時の追加料金を設定[121]。

  - 6月20日：西九州新幹線の現業機関を設置。
    - 本社新幹線部工務課に新大村新幹線工務所、熊本総合車両所に大村車両管理室を新編。
    - 長崎支社長崎乗務センターと佐世保運輸センターを統合し、長崎総合乗務センターを設置。

  - 7月22日：JRグループでは初となる、運賃精算に「Visaのタッチ決済」を導入する実証実験を開始。当初2023年3月31日までの予定で、対象となる駅は鹿児島本線の博多駅・吉塚駅・箱崎駅・千早駅・香椎駅[122]。
  - 9月23日：西九州新幹線（武雄温泉駅 - 長崎駅間）開業[66]。長崎本線の一部（江北駅 - 諫早駅間）を佐賀・長崎鉄道管理センターとの上下分離方式に移行（同区間の第一種鉄道事業を廃止し、第二種鉄道事業者となる）。在来線特急「かもめ」を廃止し、特急「リレーかもめ」「かささぎ」「ふたつ星4047」運転開始。
  - 10月16日：JR九州リージョナルデザイン設立。
- 2023年（令和5年）
  - 1月23日：2023年秋開業予定の「嬉野八十八（やどや）」及び2024年初冬開業予定の「長崎マリオットホテル」の運営管理を行う子会社・JR九州ホテルマネジメントを設立[123]
  - 3月24日：クレジットカードタッチ決済実証実験を2024年3月31日まで延長する旨を発表[124]。
  - 5月1日：トランドールを新旧分離し、事業を譲受する新設子会社の全株式をタカキベーカリーに譲渡[125]。残余部分をJR九州トランドールに改称。
  - 5月31日：JR九州の所有するドラッグイレブン全株式（議決権割合の49%）がツルハホールディングスに譲渡。ツルハドラッグの完全子会社となるとともに、JR九州の持分法適用関連会社から離脱[126]。
  - 7月3日
    - JR九州の建設セグメント5社の共同株式移転により、中間持株会社「JR九州建設グループホールディングス」を設立し、5社をその子会社とする[127]。
    - 「博多ステーションビル」の株式取得により、同社を持分法適用会社化[128]。

  - 7月31日：JR九州トランドールを事業終了・清算。
  - 10月1日：JR九州サービスサポートによる駅業務受託を終了し、駅業務を本社に移管[129]。
  - 10月2日：JR九州本体とJR九州保険コンサルティング（2023 年４月３日設立）で会社分割（簡易吸収）を実施し、JR九州本体の保険代理店業をJR九州保険コンサルティングに移管、同日より同社の事業を開始[130]。
  - 10月26日：事業用車として、キハ220形気動車を改造したBE220形気動車「BIG EYE」の開発を発表。
- 2024年（令和6年）
  - 2月28日：JRグループでは初となるQRコード決済に対応した新型自動券売機の導入を一部の駅で開始したと発表[131]。2025年度末までに約100台に増やす[131]。
  - 3月21日：クレジットカードタッチ決済実証実験を2026年3月31日まで延長する旨を発表[132]。
  - 3月24日：「SL人吉」運転終了[43][注釈 9]。
  - 4月26日：「かんぱち・いちろく」運転開始[41]。
  - 10月1日：JR九州ホテルマネジメントを存続会社に、JR九州ホテルズ、JR 九州ハウステンボスホテル、JR九州ステーションホテル小倉を吸収合併し、「JR九州ホテルズアンドリゾーツ」を設立。
- 2025年（令和7年）
  - 3月15日：特急「あそ」廃止[133]。
  - 4月1日：JR九州サービスサポートを存続会社にJR九州リネンを吸収合併。

### 今後の予定
- 2031年（令和13年）頃 - 小倉総合車両センターを西小倉駅構内から東小倉駅構内に移転予定[134]。

## 歴代社長
| 代数 | 氏名     | 在任期間        | 出身校         |
| ---- | -------- | --------------- | -------------- |
| 1    | 石井幸孝 | 1987年 - 1997年 | 東京大学工学部 |
| 2    | 田中浩二 | 1997年 - 2002年 | 東京大学法学部 |
| 3    | 石原進   | 2002年 - 2009年 | 東京大学法学部 |
| 4    | 唐池恒二 | 2009年 - 2014年 | 京都大学法学部 |
| 5    | 青柳俊彦 | 2014年 - 2022年 | 東京大学工学部 |
| 6    | 古宮洋二 | 2022年 -        | 九州大学工学部 |

## 路線
|        | 営業キロ数 | 線区数 | 駅数 |
| ------ | ---------- | ------ | ---- |
| 新幹線 | 358.5 km   | 2      | 16   |
| 在来線 | 1984.1 km  | 21     | 591  |
| 全体   | 2342.6 km  | 23     | 597  |

- 営業キロ・線区数は2022年9月23日時点[135]、駅数は2025年4月1日時点（駅数はBRT駅を含み、全体数に新幹線・在来線併設駅12駅は重複計上せず）[9]。

### 現有路線

#### 鉄道
| 分類       | 路線名       | 区間                       | 営業キロ | 愛称                                                                                     | 備考 |
| ---------- | ------------ | -------------------------- | -------- | ---------------------------------------------------------------------------------------- | --- |
| 新幹線     | 九州新幹線   | 博多駅 - 鹿児島中央駅      | 288.9 km | 山陽・九州新幹線                                                                         | 整備計画上の路線名は九州新幹線。 鉄道施設は鉄道・運輸機構が保有。 実キロは256.8 km。 博多駅と博多南駅から約8 kmの区間はJR西日本の管轄。 |
| 新幹線     | 西九州新幹線 | 武雄温泉駅 - 長崎駅        | 69.6 km  |                                                                                          | 整備計画上の路線名は九州新幹線。 鉄道施設は鉄道・運輸機構が保有。 実キロは66.0 km。 |
| 幹線       | 山陽本線     | 下関駅 - 門司駅            | 6.3 km   |                                                                                          | 神戸駅 - 下関駅間はJR西日本管轄。 |
| 幹線       | 鹿児島本線   | 門司港駅 - 八代駅          | 232.3 km | 福北ゆたか線（黒崎駅 - 折尾駅および吉塚駅 - 博多駅） あまくさみすみ線（熊本駅 - 宇土駅） | 小倉駅 - 西小倉駅間 (0.8 km) は日豊本線と重複。 |
| 幹線       | 鹿児島本線   | 川内駅 - 鹿児島駅          | 49.3 km  |                                                                                          | |
| 幹線       | 篠栗線       | 桂川駅 - 吉塚駅            | 25.1 km  | 福北ゆたか線                                                                             | |
| 幹線       | 長崎本線     | 鳥栖駅 - 長崎駅            | 125.3 km |                                                                                          | 江北駅 - 諫早駅間 (60.8 km) は第二種鉄道事業者（施設保有は佐賀・長崎鉄道管理センター）。 |
| 幹線       | 長崎本線     | 喜々津駅 - 長与駅 - 浦上駅 | 23.5 km  | 旧線（長与支線）                                                                         | |
| 幹線       | 筑肥線       | 姪浜駅 - 唐津駅            | 42.6 km  |                                                                                          | 両線は唐津線唐津駅で接続。 |
| 幹線       | 筑肥線       | 山本駅 - 伊万里駅          | 25.7 km  |                                                                                          | 両線は唐津線唐津駅で接続。 |
| 幹線       | 佐世保線     | 江北駅 - 佐世保駅          | 48.8 km  |                                                                                          | |
| 幹線       | 日豊本線     | 小倉駅 - 鹿児島駅          | 462.6 km | 空港線（宮崎駅 - 南宮崎駅）                                                              | 小倉駅 - 西小倉駅間 (0.8 km) は鹿児島本線と重複。 |
| 幹線       | 宮崎空港線   | 田吉駅 - 宮崎空港駅        | 1.4 km   | 空港線                                                                                   | |
| 地方交通線 | 香椎線       | 西戸崎駅 - 宇美駅          | 25.4 km  | 海の中道線（西戸崎駅 - 香椎駅）                                                          | |
| 地方交通線 | 三角線       | 宇土駅 - 三角駅            | 25.6 km  | あまくさみすみ線                                                                         | |
| 地方交通線 | 肥薩線       | 八代駅 - 隼人駅            | 124.2 km | えびの高原線（八代駅 - 吉松駅）                                                          | |
| 地方交通線 | 指宿枕崎線   | 鹿児島中央駅 - 枕崎駅      | 87.8 km  |                                                                                          | |
| 地方交通線 | 唐津線       | 久保田駅 - 西唐津駅        | 42.5 km  |                                                                                          | |
| 地方交通線 | 大村線       | 早岐駅 - 諫早駅            | 47.6 km  |                                                                                          | |
| 地方交通線 | 久大本線     | 久留米駅 - 大分駅          | 141.5 km | ゆふ高原線                                                                               | |
| 地方交通線 | 豊肥本線     | 大分駅 - 熊本駅            | 148.0 km | 阿蘇高原線                                                                               | |
| 地方交通線 | 日田彦山線   | 城野駅 - 夜明駅            | 68.7 km  |                                                                                          | 添田駅 - 夜明駅は鉄道運行を行わず、この区間を含む乗車券の発売も行わない（IC乗車券の運賃計算上の最短経路として営業キロが用いられる場合はある）。同区間はJR九州バスにより日田彦山線BRT（BRTひこぼしライン）として運行され、JR九州は同BRTの事業主体として土地や設備を保有。 |
| 地方交通線 | 日南線       | 南宮崎駅 - 志布志駅        | 88.9 km  | 空港線（南宮崎駅 - 田吉駅）                                                              | |
| 地方交通線 | 吉都線       | 吉松駅 - 都城駅            | 61.6 km  | えびの高原線                                                                             | |
| 地方交通線 | 筑豊本線     | 若松駅 - 原田駅            | 66.1 km  | 若松線（若松駅 - 折尾駅） 福北ゆたか線（折尾駅 - 桂川駅） 原田線（桂川駅 - 原田駅）      | |
| 地方交通線 | 後藤寺線     | 田川後藤寺駅 - 新飯塚駅    | 13.3 km  |                                                                                          | |
| 航路       | ビートル     | 博多港 - ハウステンボス    | -        |                                                                                          | 1992年3月25日までは博多港 - 長崎オランダ村間。 1994年3月31日休航。 |

- 山陽・九州新幹線は山陽新幹線（JR西日本）との総称。
- 福北ゆたか線は鹿児島本線黒崎駅 - 折尾駅間および吉塚駅 - 博多駅間、篠栗線全線、筑豊本線折尾駅 - 桂川駅間の総称。
- えびの高原線は肥薩線八代駅 - 吉松駅間と吉都線全線の総称。

#### BRT
| 路線名        | 区間            | 営業キロ | 備考 |
| ------------- | --------------- | -------- | --- |
| 日田彦山線BRT | 添田駅 - 日田駅 | 37.7 km  | JR九州バスによる運行。愛称は「BRTひこぼしライン」。 夜明駅 - 日田駅間は久大本線と並行して運行。 営業キロ設定は鉄道時代を継承したもので、実際の運行経路とは異なる。 |

### 廃止路線
| 分類       | 路線名     | 区間                  | 営業キロ | 廃止年月日     | 備考 |
| ---------- | ---------- | --------------------- | -------- | -------------- | --- |
| 幹線       | 鹿児島本線 | 八代駅 - 川内駅       | 116.9 km | 2004年3月13日  | 九州新幹線新八代駅 - 鹿児島中央駅間開業に伴い経営分離。 肥薩おれんじ鉄道に移管。 |
| 地方交通線 | 山野線     | 水俣駅 - 栗野駅       | 55.7 km  | 1988年2月1日   | 第2次特定地方交通線の指定を受けて廃止。 南国交通（バス）に転換。 |
| 地方交通線 | 松浦線     | 有田駅 - 佐世保駅     | 93.9 km  | 1988年4月1日   | 第2次特定地方交通線の指定を受けて廃止。 松浦鉄道に転換。 |
| 地方交通線 | 上山田線   | 飯塚駅 - 豊前川崎駅   | 25.9 km  | 1988年9月1日   | 第2次特定地方交通線の指定を受けて廃止。 西鉄バスに転換。 |
| 地方交通線 | 高千穂線   | 延岡駅 - 高千穂駅     | 50.1 km  | 1989年4月28日  | 第2次特定地方交通線の指定を受けて廃止。 高千穂鉄道に転換。 台風14号による豪雨災害に伴い、2005年9月6日全線運転休止。 延岡駅 - 槇峰駅間は2007年9月6日、槇峰駅 - 高千穂駅間は2008年12月28日に廃止。 宮崎交通バスに転換。 |
| 地方交通線 | 糸田線     | 金田駅 - 田川後藤寺駅 | 6.9 km   | 1989年10月1日  | 第3次特定地方交通線の指定を受けて廃止。 平成筑豊鉄道に転換。 |
| 地方交通線 | 田川線     | 行橋駅 - 田川伊田駅   | 26.3 km  | 1989年10月1日  | 第3次特定地方交通線の指定を受けて廃止。 平成筑豊鉄道に転換。 |
| 地方交通線 | 伊田線     | 直方駅 - 田川伊田駅   | 16.2 km  | 1989年10月1日  | 第3次特定地方交通線の指定を受けて廃止。 平成筑豊鉄道に転換。 |
| 地方交通線 | 湯前線     | 人吉駅 - 湯前駅       | 24.9 km  | 1989年10月1日  | 第3次特定地方交通線の指定を受けて廃止。 くま川鉄道に転換。 |
| 地方交通線 | 宮田線     | 勝野駅 - 筑前宮田駅   | 5.3 km   | 1989年12月23日 | 第3次特定地方交通線の指定を受けて廃止。 西鉄バス・JR九州バス（当時はJR九州直営）に転換。 |
| 航路       | ビートル   | 博多港 - 釜山港       | -        | 2025年2月28日  | 大韓民国釜山広域市への国際航路（運賃形態は独立）。 2005年10月1日からJR九州高速船が運航。 浸水隠蔽の不祥事を機に廃止。                                                                                                 |

## ダイヤ
ダイヤ改正については3月に実施することが多く、他のJR各社に合わせて実施される。

## 列車
JR九州発足以降に同社の路線で運行されている、もしくはかつて運行されていた愛称付きの列車を挙げる（2025年3月15日改正時点。廃止列車は廃止時点）。種別が変更された列車は変更後のもので記載し、他社の車両による運行のものはその会社名も記載する。詳細は各列車の記事を参照。

### 現行列車

#### 新幹線
- 九州・山陽新幹線
  - みずほ（一部はJR西日本）
  - さくら（一部はJR西日本）
  - つばめ（一部はJR西日本）
- 西九州新幹線
  - かもめ

#### 在来線
- 特急列車
  - きらめき
  - ソニック
  - にちりん・にちりんシーガイア
  - ひゅうが
  - きりしま
  - リレーかもめ
  - かささぎ
  - みどり・みどり（リレーかもめ）
  - ハウステンボス・ハウステンボス（リレーかもめ）
  - かいおう
  - ゆふ・ゆふいんの森
  - 九州横断特急
  - あそぼーい!
  - A列車で行こう
  - 海幸山幸
  - 指宿のたまて箱
  - かわせみ やませみ
  - 36ぷらす3
  - ふたつ星4047
- 快速列車
  - なのはな
  - シーサイドライナー
  - 日南マリーン号
- 観光列車・クルーズトレイン
  - 或る列車（団体専用列車）
  - おれんじ食堂（肥薩おれんじ鉄道）
  - ななつ星 in 九州（団体専用列車）
  - かんぱち・いちろく（団体専用列車）

### 廃止列車

#### 在来線
- 特急列車
  - つばめ
  - リレーつばめ
  - ドリームつばめ
  - ハイパーにちりん
  - ソニックにちりん
  - ドリームにちりん
  - 有明
  - スーパー有明
  - ハイパー有明
  - かもめ
  - ハイパーかもめ
  - オランダ村特急
  - シーボルト
  - ゆふDX
  - あそ（1992年 - 2004年、2020年 - 2025年）
  - くまがわ
  - 川内エクスプレス
  - はやとの風
  - いさぶろう・しんぺい（一部普通列車）
  - いそかぜ（JR西日本）
  - さくら（JR東日本車両と併結運転の時期があり）
  - みずほ（JR東日本車両と併結）
  - あさかぜ（JR東日本）
  - 彗星（JR西日本）
  - なは
  - あかつき（JR西日本）
  - 富士
  - はやぶさ
- 急行列車
  - 平戸
  - 由布
  - 火の山
  - かいもん
  - 日南
  - えびの
- 快速列車・ライナー
  - 日田
  - 赤い快速
  - からつライナー・ふくおかライナー
  - 豊肥ライナー
  - スーパーおれんじ（肥薩おれんじ鉄道）
  - オーシャンライナーさつま（肥薩おれんじ鉄道）
  - 九千坊号
  - 錦江
  - ひむか
  - いぶすき
  - なのはなDX
  - さわやかライナー・ホームライナー
  - ムーンライト九州（臨時・JR西日本）
  - くまもとライナー
- 観光列車
  - SLあそBOY・ディーゼルあそBOY
  - あそ1962
  - SL人吉号・ディーゼル人吉号
  - 天草グルメ快速「おこしき」
  - TORO-Q
  - SL人吉

## 車両

### 特徴
JR九州の車両のデザインは、鮮やかな色彩を用い、社名英称・列車愛称・形式称号などをヘルベチカによるレタリングに統一した塗装と、快適さを主眼においた内装を持っている。これらは同社のデザイン顧問に就任した水戸岡鋭治（ドーンデザイン研究所）が手掛けたものである。建築デザイナーとしてホテルや公共施設のデザインを手がけていた水戸岡は、1988年のキハ58系「アクアエクスプレス」からJR九州の車両デザインに参加する。効率と採算重視というそれまでの鉄道車両の常識の対極をいくとも言える「居住空間としての客席」との考え方によるデザイン により、1992年の787系「つばめ」は、そのデザインと優れた内装によって、ブルーリボン賞・グッドデザイン商品（現・グッドデザイン賞）といった日本国内の賞のみならず、日本国外からもブルネル賞を受賞している。以降も水戸岡は883系「ソニック」・885系「かもめ」そして新幹線800系「つばめ」などの特急用にとどまらず、普通列車用まで含めた新車両や、国鉄から継承した車両のリニューアルでもデザインを手がけている。D&S列車（観光列車）に使用されている車両の大半は国鉄から継承した車両の内外装を水戸岡のデザインを基に改造した車両であり、特に「はやとの風」「指宿のたまて箱」「かわせみ やませみ」などの列車には一般形のキハ40系気動車を改造した車両が特急列車として使用されている。
車両のメーカーに関しては、電車では発足当初は日立製作所と近畿車輛の2社に集約されていたが、1999年以降の新系列車両は新幹線N700系8000番台の一部を除き、日立製作所のみでの製造となっている。また1999年以降の日立製作所製造の在来線用電車は「A-train」を採用している。一方、気動車では液体式気動車は新潟鐵工所製が多いが、一部に富士重工業と日本車輌製造で製造された車両も導入している。ただし、2011年3月の九州新幹線全線開業に伴い投入されたN700系8000番台の一部、2019年から新規製造されたYC1系 に川崎重工業車両カンパニー製の車両も存在する。なお、一部の形式については小倉工場での自社製造（ノックダウン製造含む）車両が含まれる。
JR旅客鉄道6社の中で唯一、これまで2階建車両を保有したことがない（ハイデッカー客室構造の車両は保有する）。
自社車両の他社乗り入れについては、在来線については福岡市地下鉄空港線に乗り入れるのみである。かつては寝台特急の14系・24系客車が東海道・山陽本線に乗り入れていた。またかつては421系・423系・415系交直流近郊形電車がJR西日本の山陽本線（山口県内）・宇部線に乗り入れていたが現在では下関駅より東側には入らなくなっている。ななつ星 in 九州や36ぷらす3といった定期運行を行わない列車は、肥薩おれんじ鉄道線にも乗り入れる。新幹線はJR西日本管内の新大阪駅 - 博多駅間に乗り入れており、JR東海の管轄する区間には入らないが、東端の新大阪駅はJR東海の管轄で、回送列車として鳥飼車両基地まで走行している。自社エリア以外の都道府県では、新幹線が山口県、広島県、岡山県、兵庫県、大阪府に、在来線が山口県のみに乗り入れている。JR旅客6社で自社車両が乗り入れる自社エリア以外の都道府県の数はJR四国、JR東日本に次いで少ない。

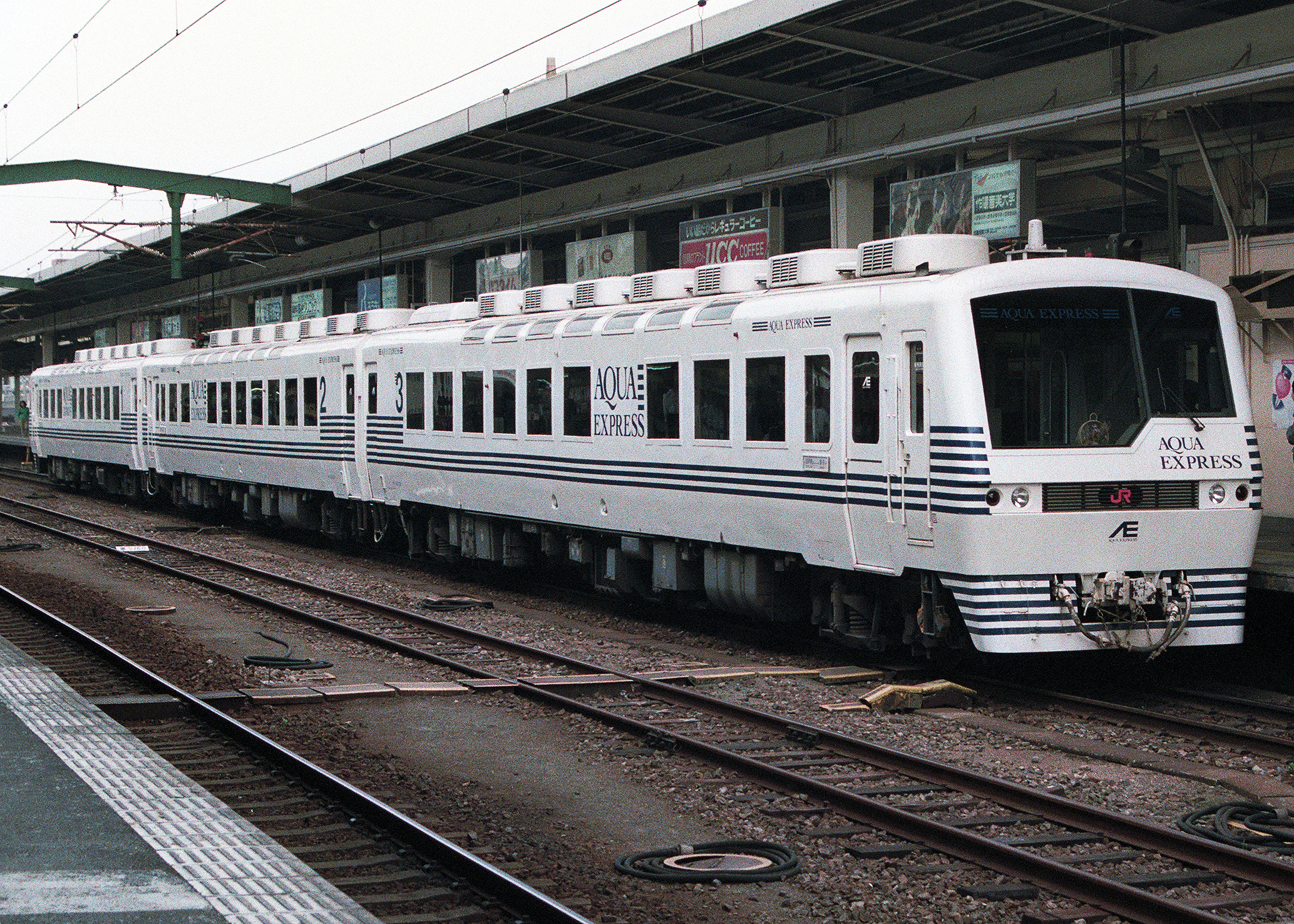
JR九州の車両デザインの方向性を決めた「アクアエクスプレス」
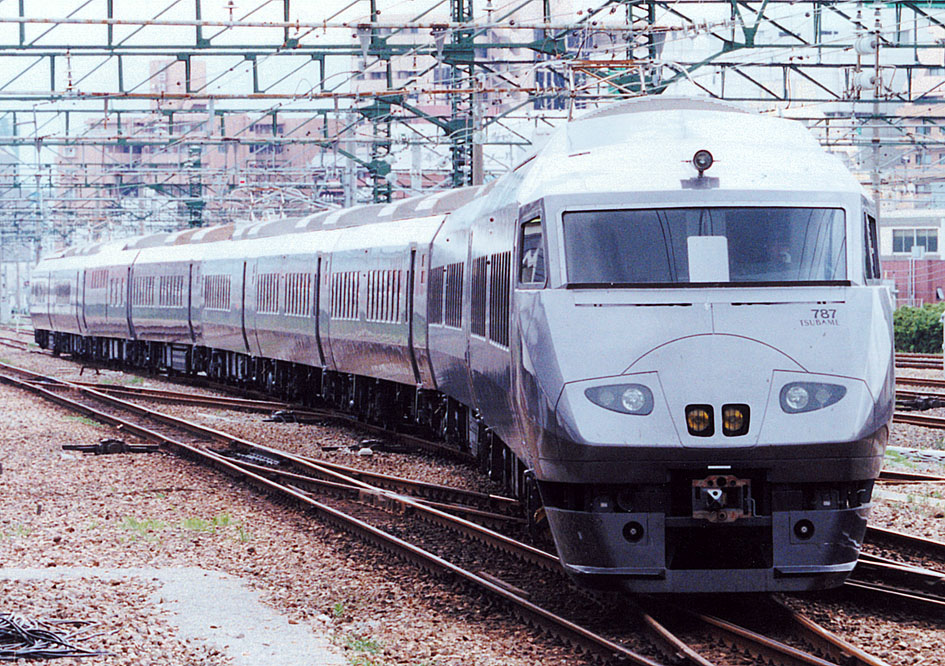
国内外から複数の賞を受賞した、特急「つばめ」用787系

### 特急車両
特急車両に関しては、発足当初は、JR他社と同様に485系など国鉄から引き継いだ車両の座席交換などの改良工事を進めていった。1988年にはJRグループ初の新系列車両である783系を導入した。以降は、水戸岡のデザインによる個性的な車両やデザイン面を重視した列車を相次いで開発し、「アクアエクスプレス」を皮切りに、787系、883系、885系などの新系列特急車を多く導入している。
九州新幹線の全線開業以前は比較的車両によって使用される列車が固定されていたこともあり、外装に列車名をロゴとして表記する車両も多く見られた。このため運用の変更が起こると、885系電車では、「かもめ」編成の「ソニック」と「ソニック」編成の「かもめ」が博多駅のホームに並んだり、稀ではあるが783系電車において「ハウステンボス」編成の「みどり」と「みどり」編成の「ハウステンボス」が併結するなどの事態が発生した。787系は、九州新幹線の全線開業以降「ハウステンボス」「ソニック」以外のJR九州管内の全ての在来線電車特急に充当されるようになった。885系でも、「かもめ」編成と「ソニック」編成が事実上の共通運用になっていたことから、この2形式は共通運用を前提とした「AROUND THE KYUSHU」ロゴへの変更が行われた。
気動車特急についてもキハ185系気動車において「あそ・ゆふ」共通塗装、「九州横断特急」塗装が存在する。キハ185系は車両数が少ないうえ、増解結や編成組み換えをしばしば行うので「あそ・ゆふ」塗装と「九州横断特急」塗装が逆の列車名の列車に充当されたり、両種類の塗装の列車が混結されることもあった。現在はキハ185系においても共通運用を前提とした「AROUND THE KYUSHU」ロゴへの変更が行われつつある。なお、「A列車で行こう」用キハ185系については独立して運用されている。
前述の観光列車については「指宿のたまて箱」と、「はやとの風」には、共通の予備車が1両、「いさぶろう・しんぺい」には、増結用の予備車が1両ある。しかし、その他の列車には予備車両がない。このため、「海幸山幸」や、「あそぼーい!」などは、運転日を週末などに限定している。「かわせみ やませみ」など、毎日運転する列車では、専用車両が検査の際には別の列車の車両を予備車として充当することがある。そして、「ゆふいんの森」のように列車自体は運休して同じダイヤで特急「ゆふ」を替わりに運行するような措置が取られている。

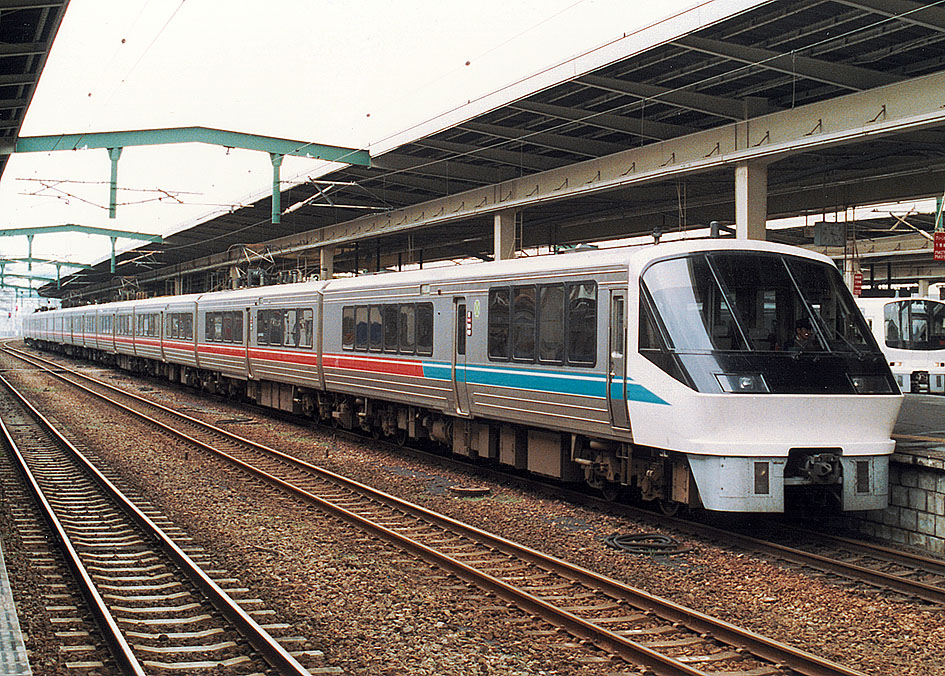
JRグループ初の新系列車両となった783系

### 譲受車両
他鉄道事業者からの購入車両としては、1992年には久大本線の急行「由布」を特急「ゆふ」に、豊肥本線の急行「火の山」を特急「あそ」にそれぞれ格上げするために、JR四国からキハ185系を購入して充当した。2005年の台風14号の被害から廃線となった高千穂鉄道からTR-400形を購入し、これを日南線向け観光特急「海幸山幸」用に改造した。2015年には四国で余剰となったキハ47形を譲り受けスイーツトレイン「或る列車」に改造するなどの事例もある。特急や観光列車用以外では交直両用電車の更新のために、JR東日本から415系500・1500番台を購入している。
このほか豊肥本線電化に際し、熊本県等と共同設立した第三セクター「豊肥本線高速鉄道保有株式会社」が所有し、JR九州に貸与されていた815系電車4編成8両を2015年度に同社から購入した。これは従来からJR九州の路線で使用していた車両の所有者の変更のみであり、他鉄道事業者からの転入ではない。

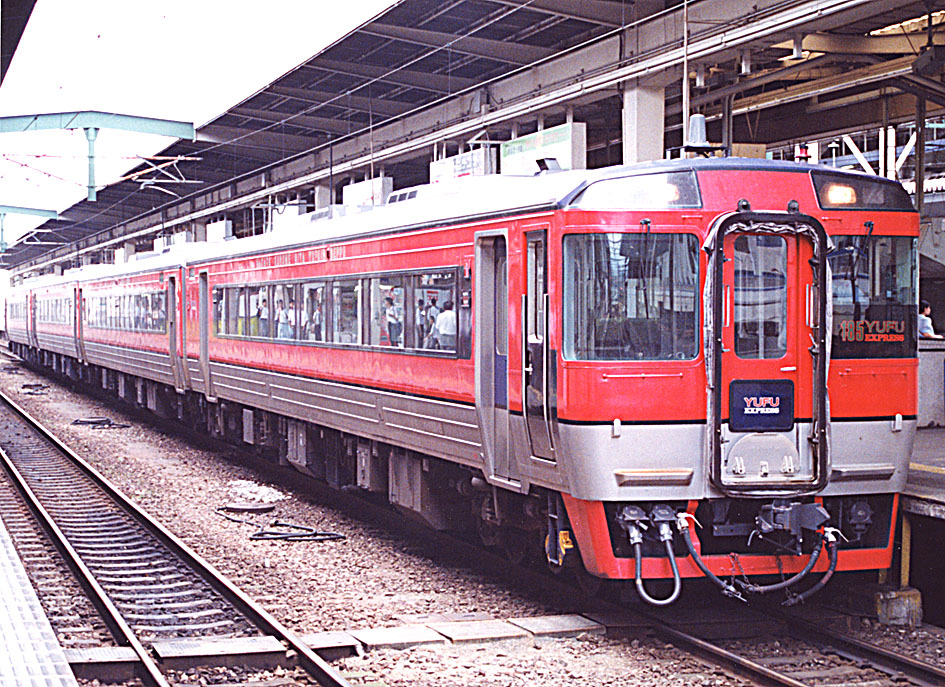
特急用にJR四国から購入したキハ185系

### 普通列車・快速列車用
近郊形電車については811系を皮切りに813系・815系・817系・821系といった新形式車両を北部九州を中心に積極的に投入している。817系は南九州エリアにも投入され、国鉄型電車の置き換えを進め、2022年9月に415系鋼製車の置き換えが完了した。一方、門司駅 - 下関駅間で運用可能な交直両用電車は、分割民営化後は1両も造られていない。交直両用電車の更新については、JR東日本からE531系の投入で余剰となった415系500・1500番台を購入する形で行っている。一般型気動車については、キハ200系・キハ125形の2形式が投入されたほか、キハ40系をはじめとする気動車置き換えを見据えた交流蓄電池電車としてBEC819系、ハイブリッドディーゼル車両としてYC1系を開発している。
座席の種類別で見ると、JR九州発足後に開発された普通列車用の電車については、かつては815系を除いて転換クロスシートが採用されることが多かった。一方で、近年福岡都市圏向けに投入された303系、305系、813系500番台、817系2000番台・3000番台、821系などの電車ではロングシートも積極的に採用している上、既存の811系や817系でも転換クロスシートからの改造車が増えている。特に2010年代以降は転換クロスシートの車両の新製はなくなった。
2016年に、JR化後に製造された811系の改造に着手。駆動装置は最新鋭のものに更新し、転換クロスシートはロングシートに改めるなど、既存車両の延命化を見据えた大規模なリニューアルが行われた。改造車の第1号は2017年4月から営業運転を開始した。以後2024年頃を目途に811系全27編成の改造を行う予定。他の形式ではトイレの設置を進めており、近年では103系1500番台、303系の全編成、キハ125形の全車に、バリアフリー対応トイレが設置された。キハ31形の運用終了により、全列車にトイレが設置された。
2021年以降、813系の一部車両において乗降口付近の座席を撤去して定員を増加させる改造が行われている。改造された際、それぞれ改造元が200番台と1100番台の車両は2200番台と3100番台に改番されている。

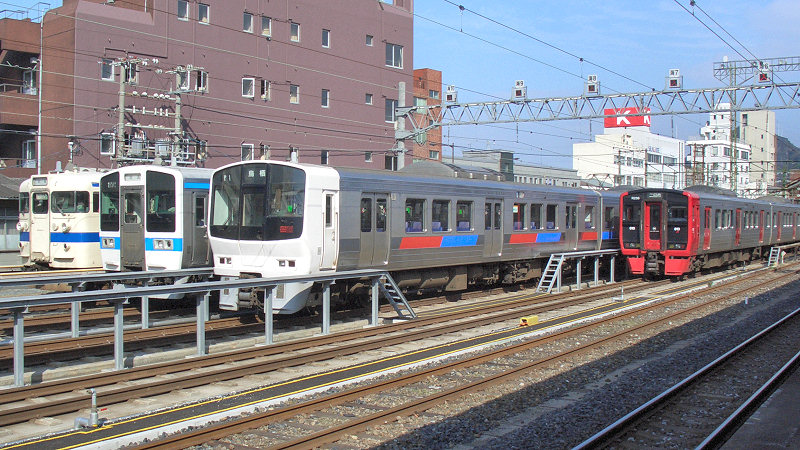
普通・快速列車用の車両群（左から415系2本・811系・813系）

### ジョイフルトレイン
発足当初は団体用のジョイフルトレインも保有していたが、団体用については1994年までに全廃され、以後は保有していない。団体専用列車には一般の特急形車両や、D&S列車（観光列車）用車両を使用しており、結果的には、ジョイフルトレインと同じような対応が可能となっている。

## 現業機関

### 車両基地
支社別の車両基地設置状況は、以下のとおりである。漢字1文字の略号は機関車にのみ付される。
| 本・支社          | 車両基地                           | 略号       | 備考 |
| ----------------- | ---------------------------------- | ---------- | --- |
| 本社 鉄道事業本部 | 熊本総合車両所                     | 幹クマ     | 新幹線車両のみ配置。 |
| 本社 鉄道事業本部 | 熊本総合車両所大村車両管理室       | 幹クマ     | 新幹線車両のみ配置。 |
| 本社 鉄道事業本部 | 南福岡車両区                       | 本ミフ     | |
| 本社 鉄道事業本部 | 南福岡車両区竹下車両派出           | （本タケ） | 1989年から配置車両なし、筑豊笹栗鉄道事業部直方車両センターからの派出配置あり。                                                |
| 本社 鉄道事業本部 | 小倉総合車両センター門司港車両派出 | 本コラ     | 門司港運転区（本モコ）の検修部門を小倉総合車両センターに統合の上改組。                                                        |
| 本社 鉄道事業本部 | 筑豊篠栗鉄道事業部直方車両センター | 本チク     | 南福岡車両区竹下車両派出に車両派出あり。                                                                                      |
| 本社 鉄道事業本部 | 佐賀鉄道事業部唐津車両センター     | 本カラ     | |
| 長崎支社          | 佐世保車両センター                 | 崎サキ     | 九州新幹線西九州ルート建設に伴う高架事業により、2014年3月15日に長崎鉄道事業部長崎車両センターを移転・改組。早岐駅構内に所在。 |
| 大分支社          | 大分車両センター                   | 分オイ、大 | 大分鉄道事業部大分運輸センターの一部と豊肥久大鉄道事業部豊肥久大運輸センター（分ホウ）を統合。                                |
| 熊本支社          | 熊本車両センター                   | 熊クマ、熊 | |
| 鹿児島支社        | 鹿児島車両センター                 | 鹿カコ、鹿 | 鹿児島総合車両所の工場機能廃止に伴い設置。                                                                                    |
| 宮崎支社          | 宮崎車両センター                   | 鹿ミサ     | 鹿児島総合車両所の工場機能廃止に伴い、鹿児島車両センターから宮崎地区の気動車運用を独立させて設置。                            |

### 車両工場
| 工場   | 名称                        |
| ------ | --------------------------- |
| 在来線 | 小倉総合車両センター 「KK」 |
| 新幹線 | 熊本総合車両所              |

かつては鹿児島車両センター構内に鹿児島総合車両所 「KG」 が設置されており、鹿児島支社所属の在来線および、九州新幹線部分開業時の新幹線車両の検査などを行っていたが、2011年に工場機能を廃止した。廃止後は主な検査を小倉総合車両所に移管、鹿児島車両センター・宮崎車両センターに一部検査機能が移管された。工場機能を担当する職員のほとんどは、熊本総合車両所に転勤となった。
老朽化した小倉総合車両センターを西小倉駅構内からJR貨物東小倉駅構内に移転する計画がある。

## 社歌
社歌は『浪漫鉄道』で、ハイ・ファイ・セットが歌っている。

## 制服

### 初代（民営化 - 2017年3月）
国鉄から民営化されてJR九州発足以来デザインにほとんど変更は無く、駅社員、乗務員（運転士、車掌）とも共通の制服である。冬服は紺色のスーツ型で襟元にはコーポレートカラーの赤色のラインが入る。ネクタイは赤をベースに黒や白のラインが入ったものとなっている。
駅長、新幹線車掌、在来線優等列車車掌など管理者クラスの社員は濃い紺色でダブルタイプとなる。ネクタイは紅と金色のストライプでインナーシャツは個人のものを使用する。制帽はJR他社と異なりドゴール帽で、正面には旧国鉄のシンボルマーク「動輪」にJRマークが入ったものに、赤色のラインが入った帽子を採用している。
なお、乗務員は上着の左肩には月桂冠と列車をモチーフにしたエンブレムを面ファスナー止めで着用する。エンブレムの上下の列車部分には「運転士/DRIVER」（白い刺繍）、「車掌/CONDUCTOR」（赤い刺繍）などと標記されている。このエンブレムは在来線の乗務員と新幹線の乗務員とでデザインが異なり、新幹線の乗務員のエンブレムは下部に金色の刺繍が入っており「新幹線 運転士」「新幹線 車掌」と標記されている。このほか、指令員（青い刺繍）などがエンブレムを佩用する。
女性用制服は営業関係社員と運転関係社員とでは異なる。営業関係社員は左肩元に「KYUSYU RAILWAY COMPANY」のロゴが入った黒のスーツタイプの制服にスカーフを巻く。制帽はない。この制服にはパンツタイプ、スカートタイプが存在する。運転関係社員は前述の男性用制服と同じ紺色の制服を着用する。制帽に関しては、これまで男性社員同様ドゴール帽であったが、新幹線駅および博多駅・小倉駅在来線の輸送係を除き、2010年6月ごろから変更され、JR他社同様ハットタイプのものとなった。
一方、夏服は冬服よりは薄い紺色のズボンに男性はチェック柄の女性は水色の半袖のワイシャツを着用する。上着は省略する。駅長、車掌区長、新幹線車掌、在来線優等列車車掌など管理者クラスの社員は灰色で襟元に赤色のラインが入ったダブルのスーツタイプの制服を着用する。勿論、制帽も灰色のドゴール帽である。女性の管理者クラスの社員も同じものを着用する。女性の営業関係社員は上述の冬の制服の上着を省略し、代わりにインナーのベストを着用する。
客室乗務員の制服も存在しており、「ハイパーレディ」や「つばめレディ」用等が設定されていた。その後、つばめレディをベースとした共通デザインのものが導入されたものの、「TSUBAME」ロゴの入った「つばめレディ」用と混在した状態となっていた。
厳冬期に乗務員・駅員が着用するジャンパーは、国鉄を踏襲するベージュ色の厚いガウンジャケット（肩にエンブレムを取り付けられるほか、胸にはJRロゴのエンブレムを取り付けできる。）が使用されていたが、2011年から黒色で「AROUND THE KYUSHU」「KYUSHU RAILWAY COMPANY」ロゴが入り、ラインなど白い部分には反射材を採用した、水戸岡鋭治のデザインによるスッキリとしたブルゾンに更新された。

### 2代目（現行：2017年4月 - ）
2017年度から制服のデザインが、ロウタスインターナショナルのクリエイティブディレクターである嶋﨑隆一郎デザインによるものに変更された。水戸岡はトータルアドバイザーを引き続き担当し、客室乗務員制服は従来のものに生地やポケットなど一部変更が加えられた。
同一コンセプトのもと、職域ごとに異なった制服が男女ごとに設定されている。冬服・合服はジャケット・ズボンが紺色から黒となり、胸には「つばめ」のエンブレム、肩に英名の社名が入っている。帽子は従来を踏襲し、男性はドゴール帽、女性はハットタイプとなった。夏服は青のカッターシャツを着用するが、クールビズに対応してノーネクタイとなった。
職域ごとの制服の違いとして、冬服・合服には「ダブルジャケット」と「シングルジャケット」が職域によって使い分けされている。「ダブルジャケット」は駅長、副駅長、新幹線車掌、特急列車車掌が着用する。ダブルジャケットは帽子に赤地のライン、ジャケットの裾・襟の縁取り、およびズボンのサイドラインに金色を配している。「シングルジャケット」は駅員、運転士、在来線普通・快速列車の車掌、ホーム輸送係等が着用する。シングルジャケットには前述の縁取りやラインは省略している。乗務員を除く駅員、旅行支店勤務の女性職員には「女性接客用制服」が着用できる。これは、シングルジャケットおよび夏服をベースにしているが、冬服・合服ではネクタイの代わりにスカーフを、夏服ではカッターシャツの上からベストを着用することができる。共通して、ズボンの代わりにスカートを着用する。
初代同様に乗務員等では面ファスナー止めのエンブレムを左肩に取り付ける。従来のデザインから大きく変わり、黒地に金文字の英社名・役職名（和英ともに）を並べたシンプルで小さいものになった。在来線乗務員・指令員では金文字単色のものを使用する。
客室乗務員の制服は従来のものをマイナーチェンジし、専用制服を除きデザインが統一された。マイナーチェンジながら、生地の改良、機能性の向上により「これから先も通じる制服」としている。
技術系制服も更新され、青ベースの制服から灰色ベースの制服に変更となった。

### その他の制服
「SL人吉」の機関士と機関助士は国鉄時代のものを復刻させた制服を、車掌はレトロ調の制服を、観光列車「ゆふいんの森」「あそぼーい!」号の車掌はホテルの支配人をイメージしたオリジナルの制服を着用する（博多車掌区、門司車掌区、大分車掌センター等の車掌が着用する）。通常の制服と異なり黒のダブルの制服で胸元にそれぞれ「ゆふいんの森」「あそぼーい!」号オリジナルのロゴが入ったピンバッジを付けている。制帽は省略されている。
門司港駅では男性駅員・駅長の制服も他の駅とは異なっており、門司港レトロと調和されたデザインの制服となっている。同様のコンセプトで、由布院駅でも駅員・駅長の制服が独自デザインとなっている。
客室乗務員、「ななつ星in九州」の全乗務員のデザインは車両などのデザインも手掛けているドーンデザイン研究所の水戸岡鋭治によるものであり、それぞれ冬服・夏服もある。

## ICカード乗車券
2009年3月1日から、独自のICカード乗車券「SUGOCA」（スゴカ）のサービスを福岡県内の都市圏と佐賀県の一部を中心とした148駅で開始し、2012年12月1日から、既存エリアが熊本、大分の各都市圏まで拡大、長崎、鹿児島の各都市圏を中心に新規エリアが開設された。さらに2015年11月14日に宮崎市に新規エリアが開設されたことで九州全県の主な都市圏での利用が可能となった。2015年11月14日時点では、JR九州全566駅のおよそ半分にあたる284駅で利用が可能である。
発行するのは、プリペイドタイプのIC乗車券（無記名式・記名式）と、それに定期乗車券の機能を一体化させたIC定期券の2種類で、発売の際、デポジット料金として500円を徴収する。積み増せるチャージ上限は20,000円。
開始当初から電子マネー機能を搭載しており、駅売店などで利用できる。ポイントシステムは2010年2月1日に導入され、西日本鉄道（西鉄）が導入しているnimocaにあるクレジット兼用型についても、グループ企業や系列の商業施設「アミュプラザ」などが独自に導入していたクレジットカードを統合する形で、同年3月に「JQ CARD」（三菱UFJニコスもしくはクレディセゾンと提携）の発行を開始した。
相互利用の拡大も進められている。2010年3月13日からは、nimocaおよび福岡市交通局が導入しているはやかけん、JR東日本のSuicaを含めた、4社局のICカード乗車券の相互利用を開始した。2011年3月5日には、JR西日本のICOCAおよびJR東海のTOICAと相互利用を開始し、2013年3月23日にはJR北海道のKitaca、関東私鉄・バス事業者のPASMO、中京圏私鉄・バス事業者のmanaca、近畿圏私鉄・バス事業者のPiTaPaとの相互利用（PiTaPaは交通利用のみ、他は交通利用と電子マネーサービス）を開始している。

## 運賃
大人普通旅客運賃（小児半額・10円未満の端数切り下げ）。2025年（令和7年）4月1日改定。
- 幹線と地方交通線を連続して利用する場合、幹線の営業キロと地方交通線の擬制キロを合計した運賃計算キロにより運賃を計算する。
- 宮崎空港線田吉駅 - 宮崎空港駅間は130円の加算運賃を適用する。
- 特定都区市内である北九州市内にある駅と、小倉駅から片道の営業キロが200kmを超える駅との相互間の片道普通旅客運賃は、小倉駅を起点または終点とした営業キロまたは運賃計算キロによって計算する。
  - 例として、折尾駅 - 新八代駅間の営業キロは199.4kmであるが、小倉駅から片道の営業キロが200kmを超えるため、小倉駅を起点とした営業キロ（218.5 km）を適用する。券面表示は「北九州市内→新八代」となり、北九州市内発であれば同一運賃となる。
- 特定都区市内である福岡市内にある駅と、博多駅から片道の営業キロが200kmを超える駅との相互間の片道普通旅客運賃は、博多駅を起点または終点とした営業キロまたは運賃計算キロによって計算する。ただし、筑肥線は含まない。
  - 筑肥線姪浜駅、今宿駅、周船寺駅は1983年まで「福岡市内」として扱われていたが、同年3月22日に博多駅 - 姪浜駅間が廃止されたことで「福岡市内」として扱われなくなった。同日に開業した福岡市地下鉄空港線とは通過連絡運輸が設定されており、前後のキロ程を通算して計算する。SUGOCAやはやかけん等の交通系ICカードで乗車した場合も通過連絡運輸の対象となる。
- 401km以上の運賃は公式サイト（外部リンク）参照のこと。

| キロ程    | 運賃（円） | キロ程    | 運賃（円） |
| --------- | ---------- | --------- | ---------- |
| 初乗り3km | 200        | 101 - 120 | 2,420      |
| 4 - 6     | 240        | 121 - 140 | 2,860      |
| 7 - 10    | 270        | 141 - 160 | 3,300      |
| 11 - 15   | 340        | 161 - 180 | 3,740      |
| 16 - 20   | 450        | 181 - 200 | 4,180      |
| 21 - 25   | 560        | 201 - 220 | 4,510      |
| 26 - 30   | 660        | 221 - 240 | 4,950      |
| 31 - 35   | 760        | 241 - 260 | 5,390      |
| 36 - 40   | 870        | 261 - 280 | 5,830      |
| 41 - 45   | 990        | 281 - 300 | 6,270      |
| 46 - 50   | 1,090      | 301 - 320 | 6,600      |
| 51 - 60   | 1,300      | 321 - 340 | 6,820      |
| 61 - 70   | 1,510      | 341 - 360 | 7,150      |
| 71 - 80   | 1,730      | 361 - 380 | 7,480      |
| 81 - 90   | 1,930      | 381 - 400 | 7,700      |
| 91 - 100  | 2,130      |           |            |

- 地方交通線のみ利用する場合、擬制キロと営業キロにより特定運賃が適用される。

| 擬制キロ | 営業キロ | 運賃（円） | 擬制キロ | 営業キロ | 運賃（円） |
| -------- | -------- | ---------- | -------- | -------- | ---------- |
| 4        | 3        | 210        | 51       | 46       | 1,170      |
| 11       | -        | 320        | 61       | 55       | 1,380      |
| 16       | -        | 360        | 71       | 64       | 1,610      |
| 17       | 15       | 360        | 81       | 73       | 1,730      |
| 21       | -        | 470        | 91       | 82       | 1,950      |
| 22       | -        | 470        | 101      | 91       | 2,130      |
| 26       | 23       | 580        | 121      | -        | 2,670      |
| 31       | 28       | 700        | 141      | 128      | 3,150      |
| 36       | 32       | 840        | 161      | 146      | 3,580      |
| 41       | 37       | 940        | 181      | 164      | 4,120      |
| 46       | 41       | 1,070      |          |          |            |

- 幹線と地方交通線を連続して利用する場合、運賃計算キロと営業キロにより特定運賃が適用される。

| 運賃計算キロ | 営業キロ | 運賃（円） |
| ------------ | -------- | ---------- |
| 4            | 3        | 210        |
| 11           | 10       | 320        |

- 本州3社（JR東日本・JR東海・JR西日本）と通しで乗る際は本州3社の幹線運賃を適用するが、境界駅（在来線は下関駅、新幹線は小倉駅または博多駅）からの営業キロに応じて下表の加算額を加える。

| キロ程   | 運賃（円） | キロ程    | 運賃（円） |
| -------- | ---------- | --------- | ---------- |
| 1 – 6 km | 50         | 61 - 70   | 340        |
| 7 - 10   | 70         | 71 - 80   | 390        |
| 11 - 15  | 100        | 81 - 90   | 410        |
| 16 - 20  | 120        | 91 - 120  | 440        |
| 21 - 25  | 140        | 121 - 140 | 550        |
| 26 - 30  | 150        | 141 - 180 | 660        |
| 31 - 35  | 170        | 181 - 220 | 770        |
| 36 - 40  | 190        | 221 - 260 | 880        |
| 41 - 45  | 220        | 261 - 280 | 990        |
| 46 - 50  | 230        | 281 -     | 1,100      |
| 51 - 60  | 310        |           |            |

### 入場料金
200円（小児は100円）
- ただし、小倉駅および博多駅については、150円（小児は70円[147]）。

## 社内乗車人員上位20駅
2020年度は 公式サイト より。それ以外は 福岡県統計年鑑、鹿児島市統計書、大分県統計年鑑、熊本市統計書、佐賀県統計年鑑、長崎県統計年鑑、公式サイトアーカイブ（2015年度）、大野城市公式サイト より。
は、右欄の乗車人員と比較して増（）、減（）を表す。
| 順位 | 駅名           | 所在地                 | 2020年度 | 2015年度 | 2010年度 | 2005年度 | 2000年度 | 特記事項                                                 |
| ---- | -------------- | ---------------------- | -------- | -------- | -------- | -------- | -------- | -------------------------------------------------------- |
| 1    | 博多駅         | 福岡県福岡市博多区     | 87,674   | 118,082  | 99,006   | 97,988   | 96,123   | 九州地方の駅として第1位。 JR西日本の乗車人員を含まない。 |
| 2    | 小倉駅         | 福岡県北九州市小倉北区 | 25,014   | 35,510   | 36,276   | 38,745   | 40,091   | 福岡県内の駅として第2位。 JR西日本の乗車人員を含まない。 |
| 3    | 鹿児島中央駅   | 鹿児島県鹿児島市       | 14,013   | 20,153   | 17,934   | 17,318   | 14,819   | 鹿児島県内の駅として第1位。                              |
| 4    | 大分駅         | 大分県大分市           | 13,250   | 19,550   | 16,429   | 16,832   | 16,919   | 大分県内の駅として第1位。                                |
| 5    | 吉塚駅         | 福岡県福岡市博多区     | 12,524   | 13,457   | 10,698   | 09,298   | 8,183    | 福岡県内の駅として第3位。                                |
| 6    | 黒崎駅         | 福岡県北九州市八幡西区 | 11,333   | 15,524   | 15,018   | 16,261   | 19,562   | 福岡県内の駅として第4位。                                |
| 7    | 折尾駅         | 福岡県北九州市八幡西区 | 11,306   | 16,475   | 16,096   | 16,799   | 18,910   | 福岡県内の駅として第5位。                                |
| 8    | 香椎駅         | 福岡県福岡市東区       | 10,494   | 11,891   | 11,482   | 12,544   | 18,566   |                                                          |
| 9    | 千早駅         | 福岡県福岡市東区       | 10,452   | 11,375   | 8,483    |          |          | 2003年7月7日開業。                                       |
| 10   | 熊本駅         | 熊本県熊本市西区       | 09,465   | 14,513   | 10,307   | 10,550   | 11,502   | 熊本県内の駅として第1位。                                |
| 11   | 佐賀駅         | 佐賀県佐賀市           | 08,546   | 12,251   | 11,390   | 10,807   | 10,371   | 佐賀県内の駅、他路線と接続しない単独駅として第1位。      |
| 12   | 福工大前駅     | 福岡県福岡市東区       | 08,273   | 11,299   | 10,914   | 10,829   | 10,639   |                                                          |
| 13   | 南福岡駅       | 福岡県福岡市博多区     | 08,013   | 09,567   | 08,407   | 08,059   | 7,939    |                                                          |
| 14   | 戸畑駅         | 福岡県北九州市戸畑区   | 07,521   | 09,715   | 09,924   | 10,374   | 10,863   |                                                          |
| 15   | 福間駅         | 福岡県福津市           | 07,305   | 08,043   | 06,563   | 06,513   | 7,581    |                                                          |
| 16   | 竹下駅         | 福岡県福岡市博多区     | 06,861   | 7,540    |          |          |          |                                                          |
| 17   | 赤間駅         | 福岡県宗像市           | 06,582   | 09,181   | 09,154   | 09,918   | 10,736   |                                                          |
| 18   | 大野城駅       | 福岡県大野城市         | 06,554   | 07,919   | 06,508   | 05,599   | 4,049    | 2005年、2000年の数値は年次で算出。                       |
| 19   | 九大学研都市駅 | 福岡県福岡市西区       | 06,531   | 08,036   | 05,799   | 1,278    |          | 2005年9月23日開業。                                      |
| 20   | 長崎駅         | 長崎県長崎市           | 06,239   | 11,080   | 11,099   | 11,258   | 10,716   | 長崎県内の駅として第1位。                                |

参考：宮崎駅 3,762人（44位）　宮崎県内の駅として第1位。

## 取扱収入上位10駅
2017年度の1日平均の運輸取扱収入額は以下のとおり。
| 順位 | 駅名         | 運輸取扱収入額 |
| ---- | ------------ | -------------- |
| 1    | 博多駅       | 9273万8千円    |
| 2    | 鹿児島中央駅 | 3876万9千円    |
| 3    | 熊本駅       | 3171万2千円    |
| 4    | 小倉駅       | 2340万1千円    |
| 5    | 大分駅       | 1724万7千円    |
| 6    | 長崎駅       | 1160万3千円    |
| 7    | 佐賀駅       | 1133万3千円    |
| 8    | 久留米駅     | 1123万4千円    |
| 9    | 黒崎駅       | 732万5千円     |
| 10   | 折尾駅       | 731万6千円     |

参考：宮崎駅 571万5千円(12位)

## 路線別利用状況
2017年7月31日に、初めて路線別の利用状況を公表し、昭和62年度および平成28年度の平均通過人員（人/日）、平成28年度の旅客運輸収入（百万円/年）を公表した。社長の青柳俊彦は記者会見で「輸送密度が少ないところを廃止するために出したわけではない。鉄道ネットワークを維持するために今後も努力していく」と述べた一方で「（自治体が線路設備を取得しJRが運行する）上下分離などがこの先、発生するかもしれない。九州の鉄道の状況を今のうちに正しく認識してもらいたい」といい、今回のデータも参考に、自治体や住民と鉄道のあり方を巡る議論を活発にする意向を示した。
データは非常に膨大なため、各線区の記事を参照するか、出典を参照されたい。

## グループ会社
JR九州本体以外にグループ企業が43社ある（2025年4月1日時点）。タイ王国にも法人を設立している。2012年までに社名の「ジェイアール九州」を「JR九州」に揃える形で変更され、JR九州が付かない社名でも社名変更の際に「JR九州」が追加された企業もいくつか存在する。

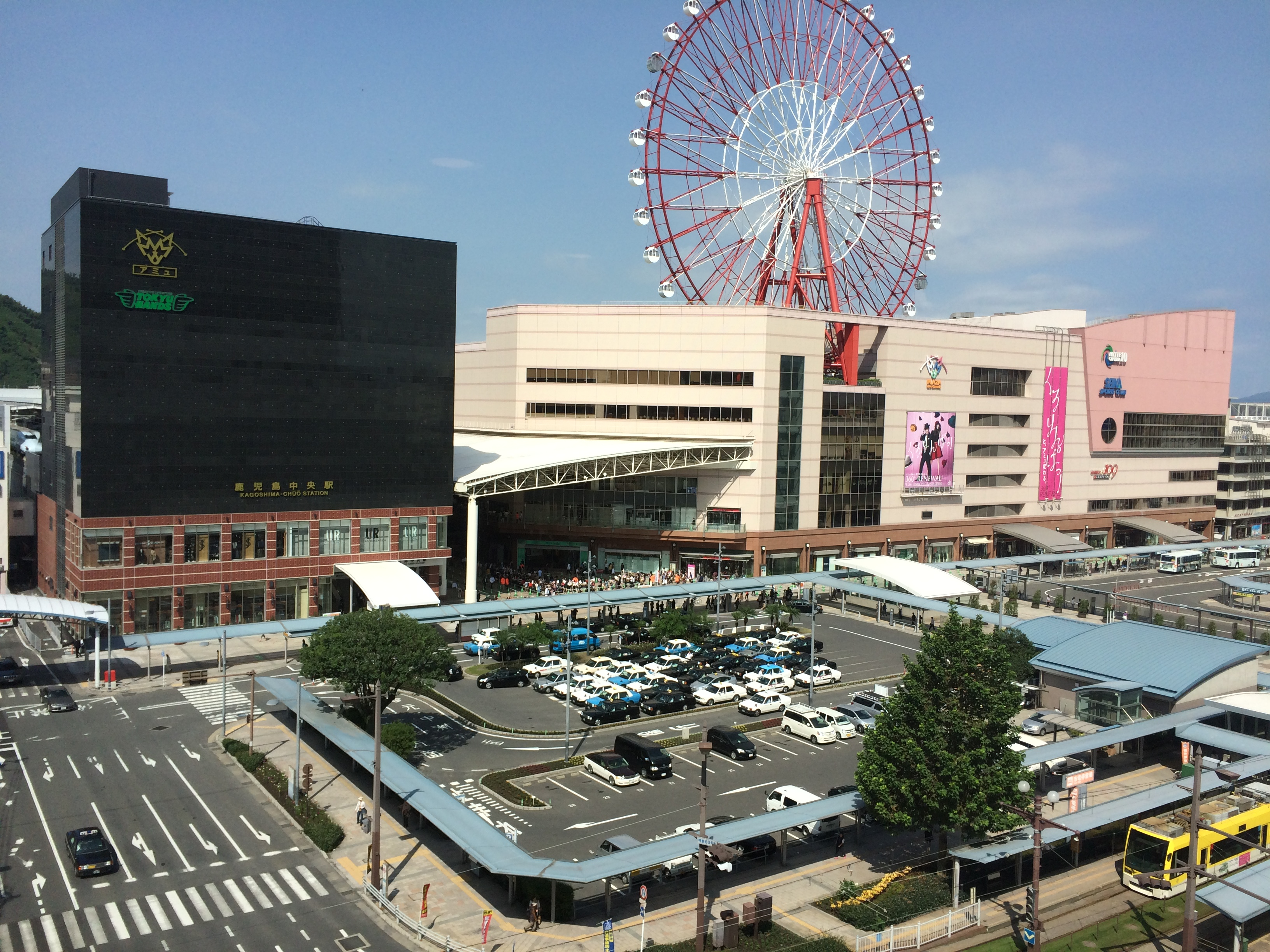
アミュプラザ鹿児島

| 社名                                                | 事業内容 |
| 運輸サービスグループ                                | 運輸サービスグループ |
| --------------------------------------------------- | --- |
| JR九州バス                                          | 旅客自動車運送事業（高速・貸切・乗合） |
| JR九州高速船                                        | 海上運送事業（ビートル） |
| 不動産・ホテルグループ                              | |
| JR九州駅ビルホールディングス                        | 駅ビル事業会社7社（下記）、およびJR九州ビルマネジメントの持ち株会社。 |
| JR博多シティ                                        | JR博多シティ、アミュプラザ博多、デイトスを経営。旧称・博多ターミナルビル。 |
| JR小倉シティ                                        | アミュプラザ小倉を経営。旧称・小倉ターミナルビル。 |
| JR長崎シティ                                        | アミュプラザ長崎を経営。旧称・長崎ターミナルビル。 |
| JR大分シティ                                        | アミュプラザおおいたを経営。旧称・大分ターミナルビル。 |
| JR鹿児島シティ                                      | アミュプラザ鹿児島を経営。旧称・鹿児島ターミナルビル。 |
| JR熊本シティ                                        | アミュプラザくまもとなどを経営。熊本駅前再開発事業に伴う自社物件を管理。 |
| JR宮崎シティ                                        | アミュプラザみやざきなどを経営。宮崎駅西口再開発事業に伴う自社物件を管理。宮崎交通との合弁企業。 |
| JR九州ビルマネジメント                              | えきマチ1丁目などを経営。 |
| JR九州住宅                                          | 注文住宅建設・販売、リフォーム |
| JR九州レンタカー&パーキング                         | 駅レンタカー（レンタカー・カーリース）、駐車場管理事業。駅レンタカー事業はイデックスオート・ジャパン（バジェット・レンタカー）に業務委託 |
| JR九州シニアライフサポート                          | 有料型老人ホーム運営、訪問及び通所介護事業。居宅介護支援。 |
| JR九州リゾート開発                                  | JR内野カントリークラブ経営。 |
| JR九州アセットマネジメント                          | JR九州プライベートリート投資法人の運用会社。 |
| JR Kyushu Capital anagement (Thailand) Co., Ltd.    | タイ王国法人。同国での不動産投資事業を行う。 |
| JR九州リージョナルデザイン                          | 福岡市の所有する油山牧場・油山市民の森の運営委託、地域プロデュースに関する企画・開発・運営 |
| おおやま夢工房                                      | 大分県日田市で旅館「奥日田温泉 うめひびき」および道の駅「水辺の郷おおやま」を運営。2016年、株式を取得しグループ会社化。 |
| JR Kyushu Business Development (Thailand) Co., Ltd. | タイ王国法人。同国での賃貸用不動産の経営を行う。 |
| JR九州ホテルズアンドリゾーツ                        | 旧、JR九州ホテルマネジメント。JR九州ホテルマネジメント時代は「嬉野八十八」及び「長崎マリオットホテル」の開業準備及び開業後の運営。2024年10月1日にJR九州ホテルズ、JR九州ステーションホテル小倉、JR九州ハウステンボスホテルと合併して現社名に変更。合併以後は前述のホテル・旅館にに加えJR九州ホテル及び同ブラッサム、THE BLOSSOM（ザ・ブラッサム）ブランド、ホテルオークラJRハウステンボス、JR九州ステーションホテル小倉の運営も行う。 |
| 流通・外食レジャーグループ                          | |
| JR九州リテール                                      | 九州内のKIOSK、ファミリーマート（各駅構内の店舗と、北部九州のフランチャイズ店舗の一部）などを経営。かつては生活列車、am/pm（一部店舗のみ）を経営していた。 |
| JR九州ファーストフーズ                              | 「ミスタードーナツ」「ケンタッキーフライドチキン」「モスバーガー」「シアトルズベストコーヒー」「サブウェイ」等の運営。シアトルズベストコーヒーの日本法人を兼ねる。 |
| JR九州フードサービス                                | 「うまや」「驛亭」「華都飯店」「駅弁当」等の運営。2017年4月1日に分鉄開発を吸収合併。 |
| JR九州ファーム                                      | 農畜産物の生産、販売。旧JR九州たまごファームおよび旧JR九州ファーム大分。 |
| 萬坊                                                | 「いかしゅうまい」を主とする水産加工品製造・販売、レストラン経営を主とする。2019年12月16日に第三者割当増資引受により子会社化。 |
| ヌルボン                                            | 「焼肉ヌルボン」を始めとする飲食店事業、精肉・食材卸販売事業 |
| フジバンビ                                          | 「黒糖ドーナツ棒」を主とする菓子製造・販売。2023年6月13日に子会社化。 |
| 建設グループ                                        | |
| JR九州建設グループホールディングス                  | 建設グループ5社の持ち株会社 |
| 九鉄工業                                            | 総合建設業 |
| JR九州エンジニアリング                              | 車両・機械・設備工事業および、鉄道車両整備、駅施設・駅ビルの管理。子会社にメタルスター九州を有する。 |
| 三軌建設                                            | 土木・建設工事業 |
| JR九州電気システム                                  | 電気工事業、電気通信工事業 |
| JR九州コンサルタンツ                                | 建設コンサルタント業、設計業、駐車場 |
| ビジネスサービスグループ                            | |
| キャタピラー九州                                    | キャタピラー製品の九州地区特約店。同社製品の販売・メンテナンス・教習を主要業務とする。 |
| JR九州商事                                          | JR九州関連商品等の製造販売。鉄道関連部品の供給など。 |
| JR九州サービスサポート                              | 車両・ビル清掃・管理、有料老人ホームの経営。および駅業務の受託。 |
| JR九州エージェンシー                                | 広告代理店 |
| JR九州システムソリューションズ                      | IT開発部門 |
| JR九州セコム                                        | 総合警備業。大手警備会社「セコム」との合弁会社。 |
| JR九州ビジネスパートナーズ                          | 2019年10月1日に「JR九州フィナンシャルマネジメント」を分割。金融事業を存続会社として社名を「JR九州FGリース」に改称、肥後銀行に譲渡。その他事業を分割会社「JR九州ビジネスパートナーズ」として引き続きグループ会社として保有。 |
| JR九州ライフサービス                                | 寮管理・給食・清掃業務受託 |
| JR九州保険コンサルティング                          | 保険代理店（損保・生保・少額短期）、その他販売代理店等 |

### 過去のグループ会社
- ドラッグイレブン - ドラッグストア「ドラッグイレブン」を経営。2020年5月28日にツルハホールディングス傘下となったが、引き続き持分法適用関連会社となっていた（2023年5月に除外）。2023年4月28日にツルハホールディングスへ全株式を譲渡し、同社の完全子会社となった[149]。
- トランドール - 製パン業およびベーカリー「トランドール」を経営。2023年5月1日付けで「トランドール」の新旧分離と、事業を譲受する新設子会社の全株式をJR九州からタカキベーカリーへ譲渡した[150][151][152]。旧会社は「JR九州トランドール」として存続し、2023年7月に清算[150]。
- JR九州ホテルズアンドリゾーツホールディングス - 2018年-2021年の間に存在したホテル部門の中間持株会社。
- JR九州ホテルズ - JR九州ホテル及び同ブラッサム、THE BLOSSOM（ザ・ブラッサム）ブランドを運営。旧称・ジェイアール九州都市開発。
- JR九州ハウステンボスホテル - ホテルオークラJRハウステンボスを運営。
- JR九州ステーションホテル小倉 - JR九州ステーションホテル小倉を運営。2019年4月1日に小倉ターミナルビルからホテル部門を分離。
これらの3社はJR九州ホテルマネジメントを存続会社として2024年10月1日に合併して消滅した。
- 分鉄開発 - 大分県内の飲食店フランチャイズ、駅収受業務などを担当。2017年4月1日、JR九州フードサービスに合併し解散した。
- JR九州リネン - リネンサプライ業。JR九州サービスサポートに吸収合併。

## 労働組合
2024年3月31日現在、三つの労働組合がある。括弧内は略称。
| 名称                                       | 組合員数 | 上部組織                         |
| ------------------------------------------ | -------- | -------------------------------- |
| 九州旅客鉄道労働組合（JR九州労組）         | 5,358    | 日本鉄道労働組合連合会（JR連合） |
| ジェイアール九州ユニオン（JR九州ユニオン） | 188      |                                  |
| 国鉄労働組合九州本部（国労九州本部）       | 104      | 国鉄労働組合（国労）             |

各労働組合と会社との間で労働協約を締結している。組合員数が最大なのは九州旅客鉄道労働組合である。

## 広告

### イメージキャラクター
CM等で活躍。★印は地元・九州出身者。
- 酒井法子 ★
- 藤井フミヤ ★[注釈 16]
- PUFFY
- 黒木瞳 ★
- 佐藤弘道
- 小西真奈美 ★
- スザンヌ ★
- 九州新幹線「笑う。熊本・鹿児島」（2012年3月 - ）
  - 森三中・ハリセンボン - 笑う。熊本篇
  - 宮川大輔・堤下敦（インパルス） - 笑う。鹿児島篇
- AI ★ - 九州新幹線「鹿児島、沸いてます!」（2013年3月 - ）
- 壇蜜 -「決めなきゃ、ダメ?大分VS鹿児島」（2014年8月 - ）[154]
- DREAMS COME TRUE - 「ドリカム新幹線」（2015年3月 - 2016年3月）[155]
- DAIGO - 「どっちがウィッシュ?長崎VS熊本」（2015年8月 - ）[156]
- Kis-My-Ft2 - 「KISS MY NAGASAKI」（2016年10月 - ）[157]
- HKT48 ★
  - 「JRキューポ」「JR九州インターネット列車予約」（2017年3月 - 2018年2月）[158]
  - 「HKT48×JR九州 みんなの九州プロジェクト」(2020年7月-2021年3月)[159]
- 沢村一樹 ★ - 「JRキューポ」「JR九州インターネット列車予約」（2018年3月 - 2020年2月）[160]
- 泉里香 - 「列車でいきなり 熊本ばケーション」（2017年7月1日（テレビCMは6月19日から） - ）
- 奈緒 ★ - 「JRキューポ」「JR九州インターネット列車予約」（2020年3月 - 2022年）[161]
- 博多華丸・大吉 ★
  - 「エクスプレス予約・スマートEX」「JR九州インターネット列車予約」（2022年6月 - ）[162]
  - 「西九州開店」（2022年8月 - ）[163]
  - 「ごほうび福岡 ごほうび大分」（2023年3月 - ）[164]
  - 「ネット予約でQRチケレス」（2024年9月 - ）

### 提供番組
全てJR九州一社提供番組。2024年10月時点では放送されていない。
- 鉄道番組
  - 味わいぶらり旅（RKB毎日放送、2004年4月 - 2012年3月）
  - 列車に乗って（RKB毎日放送、2012年4月 - 2016年3月）
  - のんびり走ろう! 〜九州・鉄道の旅〜（TVQ九州放送、2009年4月 - 2010年3月）
  - 列車で行こう! 〜九州・鉄道の旅〜（TVQ九州放送、2010年4月 - 2011年9月）

### フリーペーパー
東京支社で、手書きイラスト・文章を印刷した『鉄聞』（てつぶん）を2011年から毎月1ページ発行している。年に1度、加筆して冊子版にしており、電子書籍化もされている。

## テレビ番組
JR九州が取り上げられ、役員または従業員が出演した番組
- 日経スペシャル カンブリア宮殿 観光列車王国！JR九州 逆境をバネに挑む 新たな鉄客商売（2018年3月1日、テレビ東京）- 九州旅客鉄道 代表取締役会長 唐池恒二が出演[166]。

## その他

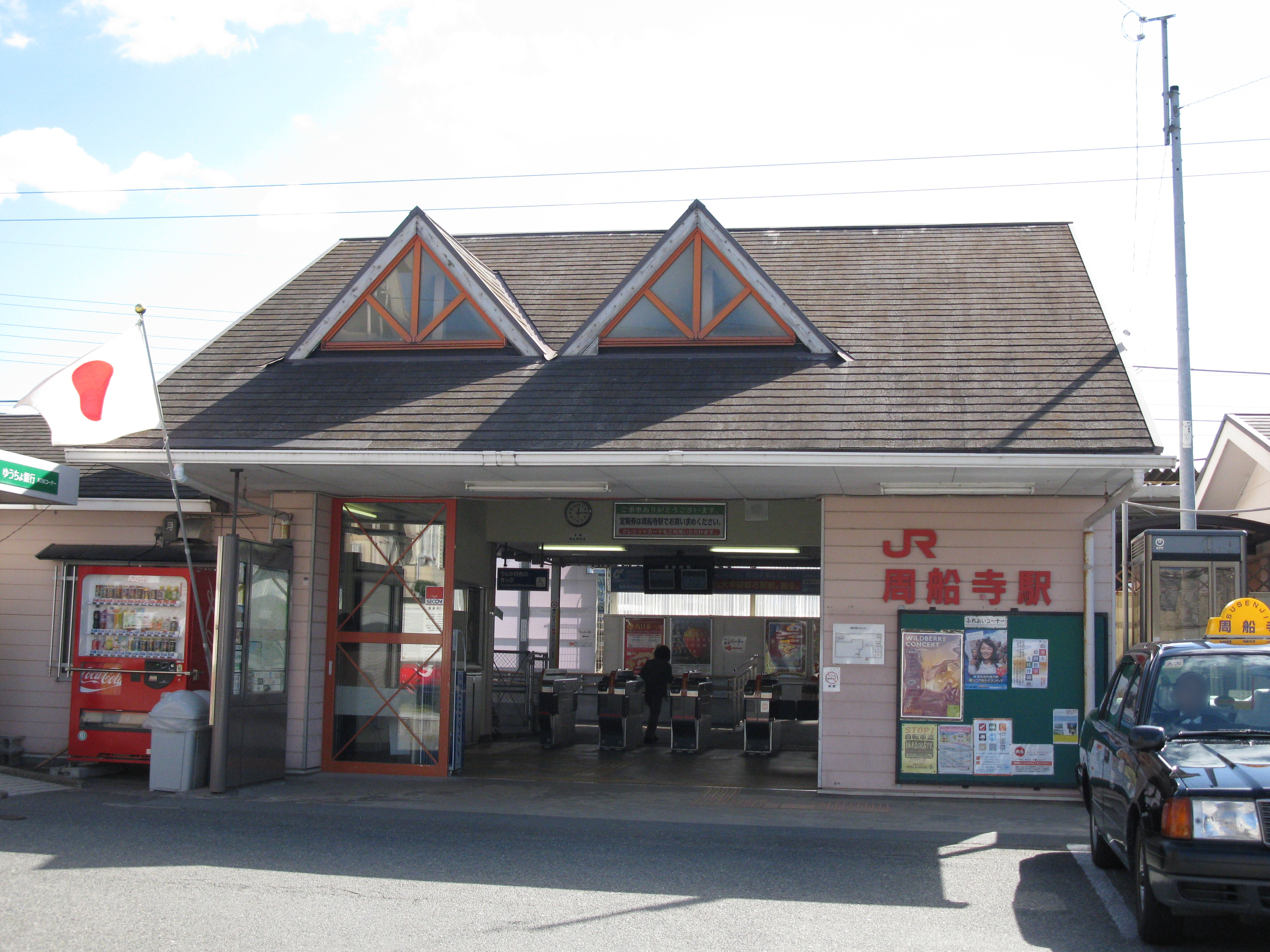
日章旗を掲げた駅舎の様子（周船寺駅、2009年11月3日）

- 2002年以降、管内にある全ての有人駅（業務委託駅を含む）で、全ての国民の祝日に、国旗（日章旗）を掲揚するようになった。[要出典]
- 2011年に社員有志により演舞団「JR九州櫻燕隊（おうえんたい）」が結成され、「YOSAKOIソーラン祭り」など全国各地のイベントに出演し受賞するなどPR活動を行なっている[167][168]。
- 2016年12月22日から一般向けリアルタイム列車位置情報システム「どれどれ」が一部を除く在来線全線で提供されている[85]。
- 2018年3月にJR東海・JR西日本が駅ナンバリングを導入し、唯一の駅ナンバリング未導入のJR旅客鉄道会社となっていたが、2018年9月30日から北部九州エリアの在来線157駅に順次導入することが発表された[98]。
- 2018年から、NPO団体や地元自治体、地方金融機関と協力して路線に附属する自社の遊休施設を宿泊・観光用にリニューアルして活用する施策を開始し、第1弾として肥薩線沿線の保線員詰め所や駅長官舎をレストランや宿泊施設に改造する[169]。